# 怡保
怡保市，是马来西亚霹雳州的首府，隶属于怡保市政厅。其面积为643平方公里，人口于2010年为737,861。该市西北临江沙，东临金马仑高原，南临金宝，西南临华都牙也。怡保距离首都吉隆坡205公里，距离柔佛新山有540公里，槟城州乔治市则有155公里。
怡保于1988年成为继乔治市和吉隆坡之后，马来西亚第三个获得“市政厅”的地方政府。怡保市位于近打河流域，故周边城市带得名近打谷都会区。该都会区是马来西亚国内仅次於吉隆坡（巴生谷）、新山（依斯干达经济特区）、檳城（大槟城）后的第四大都市人口聚集地。怡保别称坝罗；因四周被岩石山岭环抱，故也有「山城」之称；也因怡保曾是马来西亚主要产錫礦的地方，因此也被稱作「錫都」。
怡保也被孤独星球选为2016年亚洲最佳旅游目的地之一，并为马来西亚唯一一个入选的城市，位于第六名。

## 地名
怡保（Ipoh）的名字源自当地一种有毒植物「怡保树」（学名：Antiaris toxicaria），马来语作Pohon Epu或Pokok Ipoh，其树汁含有剧毒，原住民会用来制作打猎吹筒的毒矢，故又名「毒箭樹」。怡保在旧文献中曾被拼作Epau、Epu、Epoh等，直到1881年才定为现今使用的Ipoh。怡保火车站广场原有一株树龄34年的怡保树作为象征，但在2017年4月被暴风雨吹倒，随后州政府于2018年2月重新在原址种植一株新树苗。
怡保别称壩羅（Paloh），为当地粤籍和客籍华人对怡保的旧称，如在旧街场有一座建于1872年的坝罗古庙。过去，近打河畔有两个村落，一个叫Ipoh（怡保），一个叫Paloh（坝罗），在1870年代英国驻霹雳参政司毕治（J. W. W. Birch）的手绘地图上就同时标记了这两地，坝罗村落位于怡保村落南边不远。华民矿工最初将坝罗作为此区域的称呼，久而久之坝罗就逐渐成为了怡保的别称。
关于坝罗的名称来源有几种说法，一种认为它来源于锡矿场「金山溝」的马来名称“palong”；也有说法认为可能源自当地村民设置的捕鱼池，“paloh”在马来语意为「积水坑洼」。虽然「坝罗」这个名称在20世纪仍广泛使用，但随着时间推移，这一称呼逐渐淡出，尤其在年轻一代中较为陌生。至今怡保仍有一个名为“甘榜壩羅”（Kampung Paluh）的小地方，保留了这一历史称谓。

## 历史

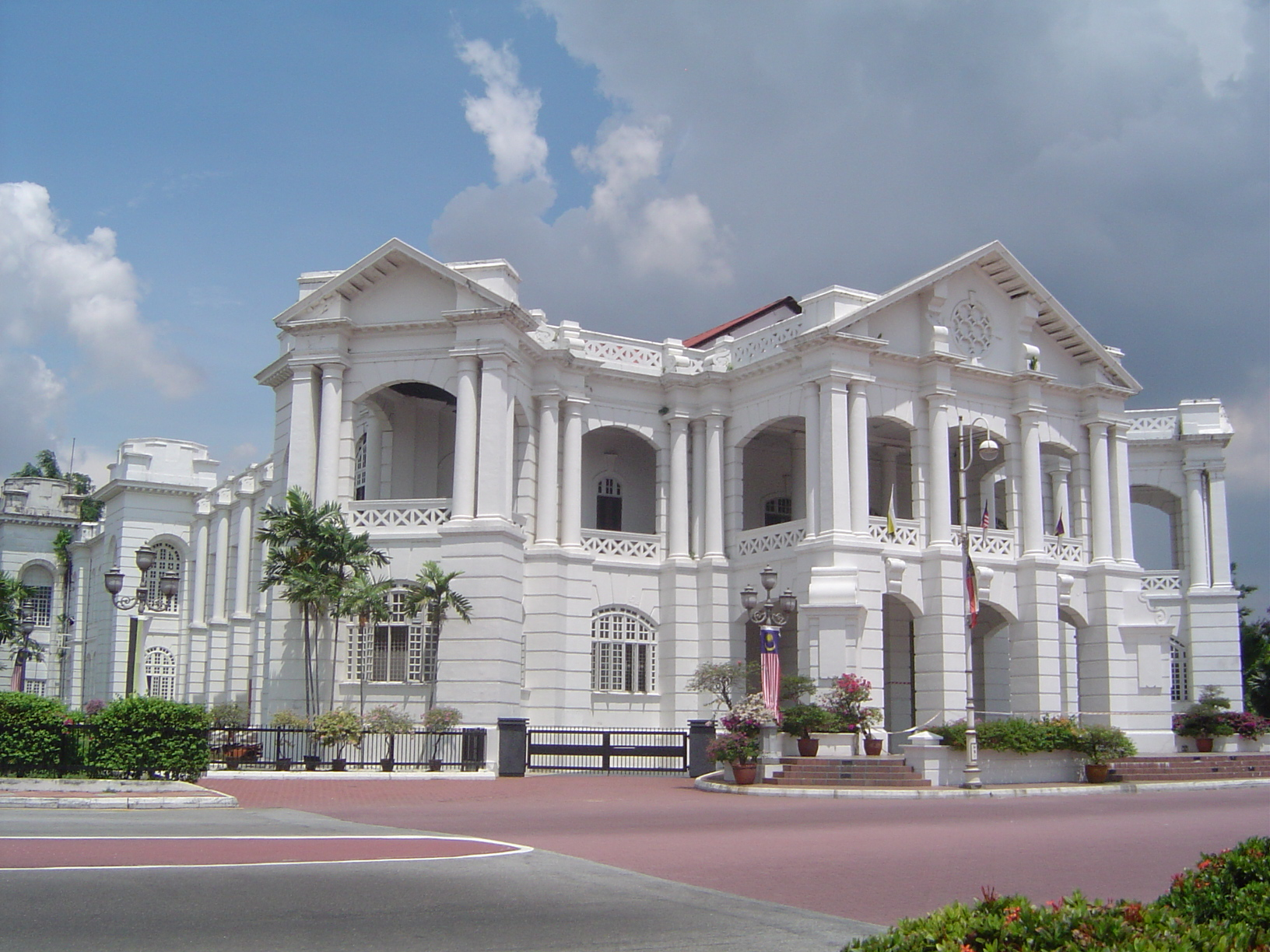
怡保市政厅礼堂（Ipoh Town Hall）

怡保位于盛产锡米的近打河流域。怡保在1920至1930年代，急速发展成一个采矿城镇，是当时马来联邦第二大城市。但在1970年代，随着锡价下降和矿场关闭，怡保的发展停滞不前，使许多青年转向前往吉隆坡和新加坡工作。
在1905-1914年間，怡保舊街場發生大火災。英國殖民政府開始計劃怡保新區的開發，怡保礦家姚德勝響應號召，在近打河對岸的區域建設了300間店屋。怡保的管轄區域也開始擴張到對岸處（即是後來的“新街場”），新設施如怡保火車站、政府機關、郵政局、電影院等等也建在該處。汽車和摩托車開始在怡保流行起來。為此專門登記交通工具的政府機構也開始成立。
在1910年，怡保也開始有了巴士服務。1911年，北近打衛生局（Kinta Sanitary Board North）亦在怡保成立。1916至1941年間，英國在馬來亞的軍事區政府（British Military Administration）成立了由A.S Jelf領導的“近打县区”（Kinta District Board）。在1937年，怡保正式取代太平成为霹雳州首府。
在1946年至1954年間，由J.S Drake少校領導的“近打镇区”（Kinta Town Board）成立。
1957年至1962年間，“怡保萬里望鎮議會”（Ipoh Mengelembu Town Council）成立，由阿都拉烏尼（Abdullah Bin Uni）領導。
1962年5月31日，怡保升格為市鎮，怡保萬里望鎮議會也升格“怡保市議會”（Majlis Perbandaran Ipoh），由E.G Walker領導。
1988年5月12日，怡保由霹雳苏丹正式被宣布为“城市”，怡保市議會也被升格為“怡保市政廳”（Majlis Bandaraya Ipoh）。近来，随着怡保市内的英殖民建筑、美食和自然景观被推广至全世界，使怡保逐渐地恢复昔日的繁华，并以旅游业为主。。

## 地理

### 地形
怡保位于马来西亚半岛的霹雳州，处于近打的中间，在近打河河床和较小的河流的汇合处。怡保周围有许多石灰岩山丘，主要在东北、东部和东南部的郊区。
万里望升旗山山脉（Banjaran Kledang）从北延伸至怡保西部。这个山脉与宾登山脉平行延伸，其左岸为霹雳河，右岸为近打河。这个山脉被从蒂蒂旺沙山脉流下的必鲁斯河（Sungai Pelus），一条霹雳河的支流在怡保北部隔断。

### 气候
怡保以热带雨林气候为特色。全年气温大致相同，变化不大。全市平均气温为28 °C（82 °F）。怡保全年降雨量很高，平均每月降雨量为200（7.9英寸），平均每年降雨量为2,427.9（95.59英寸）。最潮湿的月份是十月，平均降雨量为297.2（11.70英寸）的降雨出现。怡保最干燥的月份是一月，平均降雨量为132.3（5.21英寸）。
| 怡保                                    | 怡保         | 怡保         | 怡保         | 怡保          | 怡保         | 怡保         | 怡保         | 怡保         | 怡保         | 怡保          | 怡保          | 怡保         | 怡保            |
| 月份                                    | 1月          | 2月          | 3月          | 4月           | 5月          | 6月          | 7月          | 8月          | 9月          | 10月          | 11月          | 12月         | 全年            |
| --------------------------------------- | ------------ | ------------ | ------------ | ------------- | ------------ | ------------ | ------------ | ------------ | ------------ | ------------- | ------------- | ------------ | --------------- |
| 平均高温 °C（°F）                       | 32.9 (91.2)  | 33.7 (92.7)  | 33.9 (93.0)  | 33.7 (92.7)   | 33.5 (92.3)  | 33.3 (91.9)  | 33.0 (91.4)  | 33.0 (91.4)  | 32.5 (90.5)  | 32.4 (90.3)   | 32.1 (89.8)   | 32.1 (89.8)  | 33.0 (91.4)     |
| 平均低温 °C（°F）                       | 22.6 (72.7)  | 23.0 (73.4)  | 23.4 (74.1)  | 23.9 (75.0)   | 24.0 (75.2)  | 23.7 (74.7)  | 23.2 (73.8)  | 23.3 (73.9)  | 23.2 (73.8)  | 23.1 (73.6)   | 23.1 (73.6)   | 22.8 (73.0)  | 23.3 (73.9)     |
| 平均降雨量 mm（）                       | 132.3 (5.21) | 149.8 (5.90) | 169.9 (6.69) | 259.1 (10.20) | 210.9 (8.30) | 151.8 (5.98) | 156.6 (6.17) | 157.8 (6.21) | 216.0 (8.50) | 297.2 (11.70) | 275.4 (10.84) | 251.1 (9.89) | 2,427.9 (95.59) |
| 平均降雨天数（≥ 1.0 mm）                | 9            | 10           | 12           | 14            | 14           | 10           | 10           | 12           | 15           | 18            | 18            | 15           | 157             |
| 来源：World Meteorological Organisation |              |              |              |               |              |              |              |              |              |               |               |              |                 |

### 石灰岩溶洞、山丘和湖泊
怡保有不少岩洞，里面大多是佛坛和寺庙，供奉各种神佛。
極樂洞是石窟寺庙，位于同一座山的另一边有三宝洞。三宝洞可通过昆仑喇叭住宅区抵达。它有一个干净、恬静、凉爽的环境。怡保其他石窟有灵仙岩，南天洞，观音洞和霹雳洞等。
石灰岩丘陵延伸到怡保以北20（12英里），向南延伸20（12英里）。这些山上有许多洞穴，有些地方建有石窟庙。椰壳洞（Gua Tempurung），位于怡保以南24（15英里）的务边，以攀爬洞穴闻名。它总长3（1.9英里），是马来西亚半岛中最长的洞穴之一，其中一部分被开发成带有电灯照明的走道的观赏区，并且有不同长度和难度的旅行供选择。椰壳洞有一个河道穿过，约长1.6（0.99英里）。有五个非常大的洞房和一些钟乳石和石笋。
位于怡保市中心南部5（3.1英里）有一个前身是矿湖的湖泊昆仑浪（Gunung Lang）。

### 市景
怡保的「旧街场」和「新街场」是两个不同的部分，由近打河分开。大部分第二次世界大战以前的店铺，建筑遗产和一些政府建筑都位于旧街场，而新街场包括新建筑、购物中心和住宅区。

#### 旧街场
怡保旧街场位于近打河左岸，主要有：
- 怡保火车站的风格为新古典/爱德华巴洛克式，被誉为“怡保的泰姬陵”。
- 怡保市政厅礼堂的爱德华巴洛克式建筑，位于火车站对面的街道。。
- 怡保大操场，位于SP西尼华沙甘路旁，被许多古迹建筑物环绕，如怡保俱乐部、汇丰银行总部（HSBC）和圣米高中学。
- 怡保卫理公会男校（ACS），校史超过百年，位于拿乞路旁。
- 怡保安德森国民中学（SMK Anderson）同样拥有超过百年历史，位于怡保中央医院后面，为国家培育了许多人才。
- 圣米高中学，怡保名校之一，位于现名SP西尼华沙甘路的克莱顿路（Clayton Road）。
- 闲真别墅（Han Chin Pet Soo），也是一个位于鹹魚街（Jalan Bijeh Timah或Treacher Street）的客家锡矿业俱乐部，已经装修并成为马来西亚第一家客家锡矿博物馆。[28][29]
- 怡保霹雳博物馆（Muzium Darul Ridzuan），位于江沙路旁的一座旧锡矿大亨豪宅。
- 二奶巷（Concubine Lane），是一条位于旧街场列治路（锡米街）旁的一条小巷。二奶巷的街名是以姚德胜的二奶，其附近还有大奶巷和二奶巷。它现在有许多餐馆，纪念品和礼品店和一些酒店。目前也已设置中文路牌，以方便游客辨认。[30][31]
- 由优秀的街头艺术家绘制的壁画吸引了许多游客到怡保老街场参观。这些壁画使人们重温了与怡保的传统和文化有关的怀旧时刻。
- 畢治紀念塔（英语：Birch Memorial Clock Tower）是怡保的地标，靠近怡保州立清真寺。钟楼是为了纪念1875年11月2日在巴西沙叻被杀的霹雳州第一位英国参政司毕治（英语：James W. W. Birch）。

#### 新街场
怡保新街场位于近打河右岸，由姚德盛于1908开发。
DR西尼华沙甘公园（D. R. Seenivasagam Park，或稱DR Park、DR公园），位于怡保的中心地带（新街场），是当地出名的风景及休闲区. 里面有一些消闲场地，如：育有各类鱼儿的人工湖、 展示盆栽植物的苗圃、一个儿童游乐场等等 ，里面还有种有怡保树（怡保市名称亦来源于此），最近加建了日本庭院，里面拥有典型的日本锦鲤池。清新空气及多元的生态也是这公园吸引游客的主要原因之一。

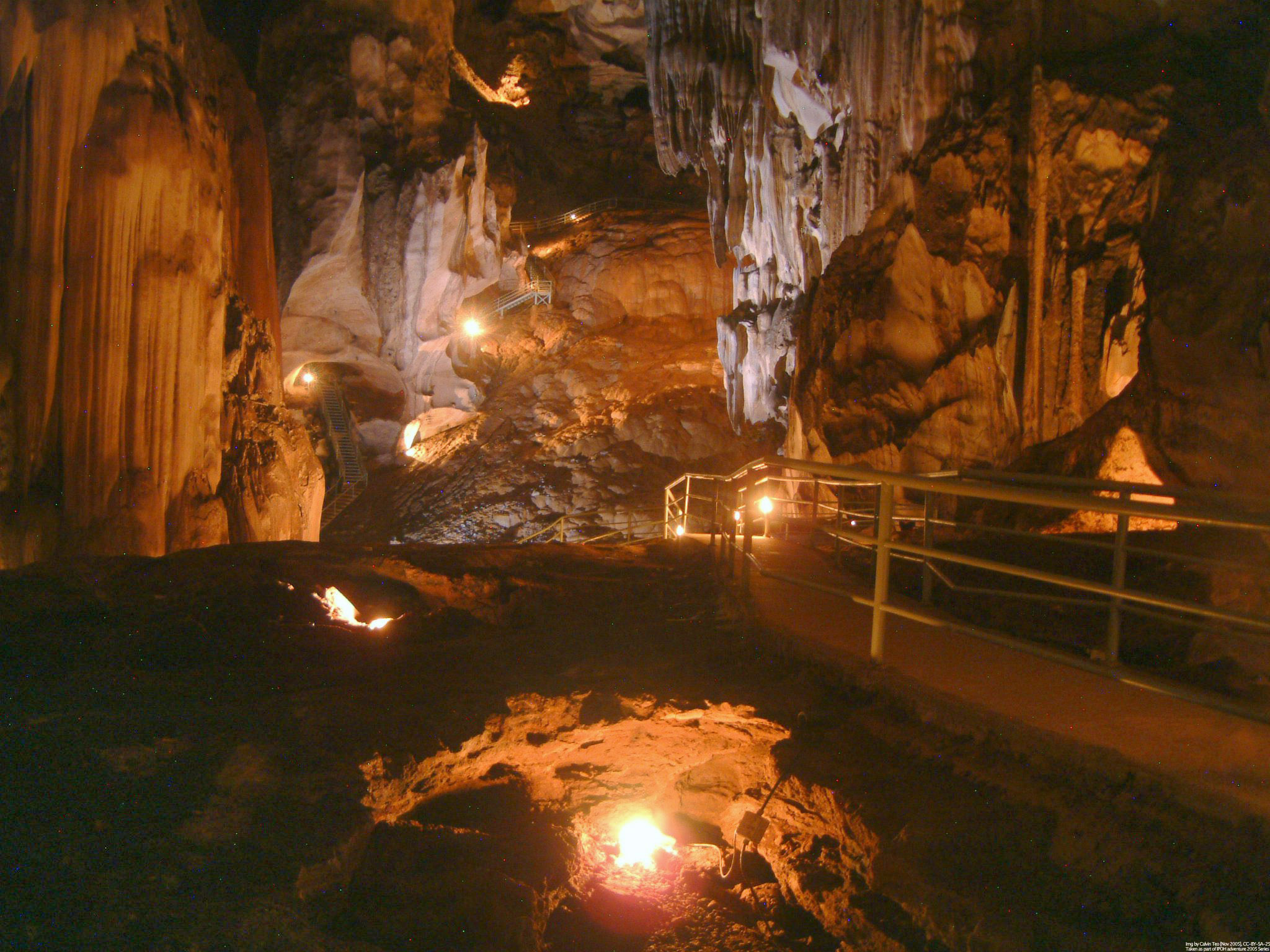
椰壳洞
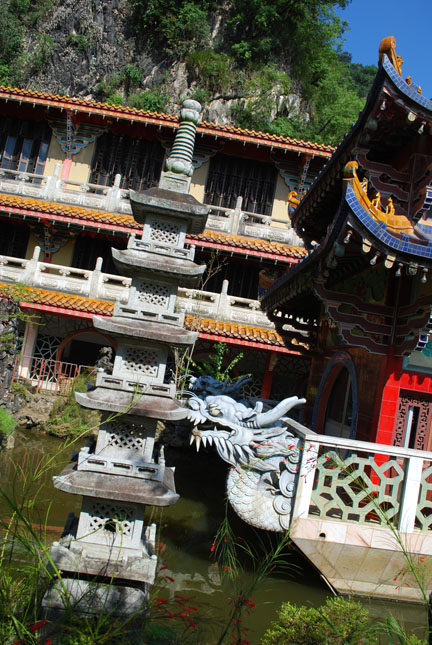
怡保的三宝洞，是市内其中一个位于山洞里的寺庙。
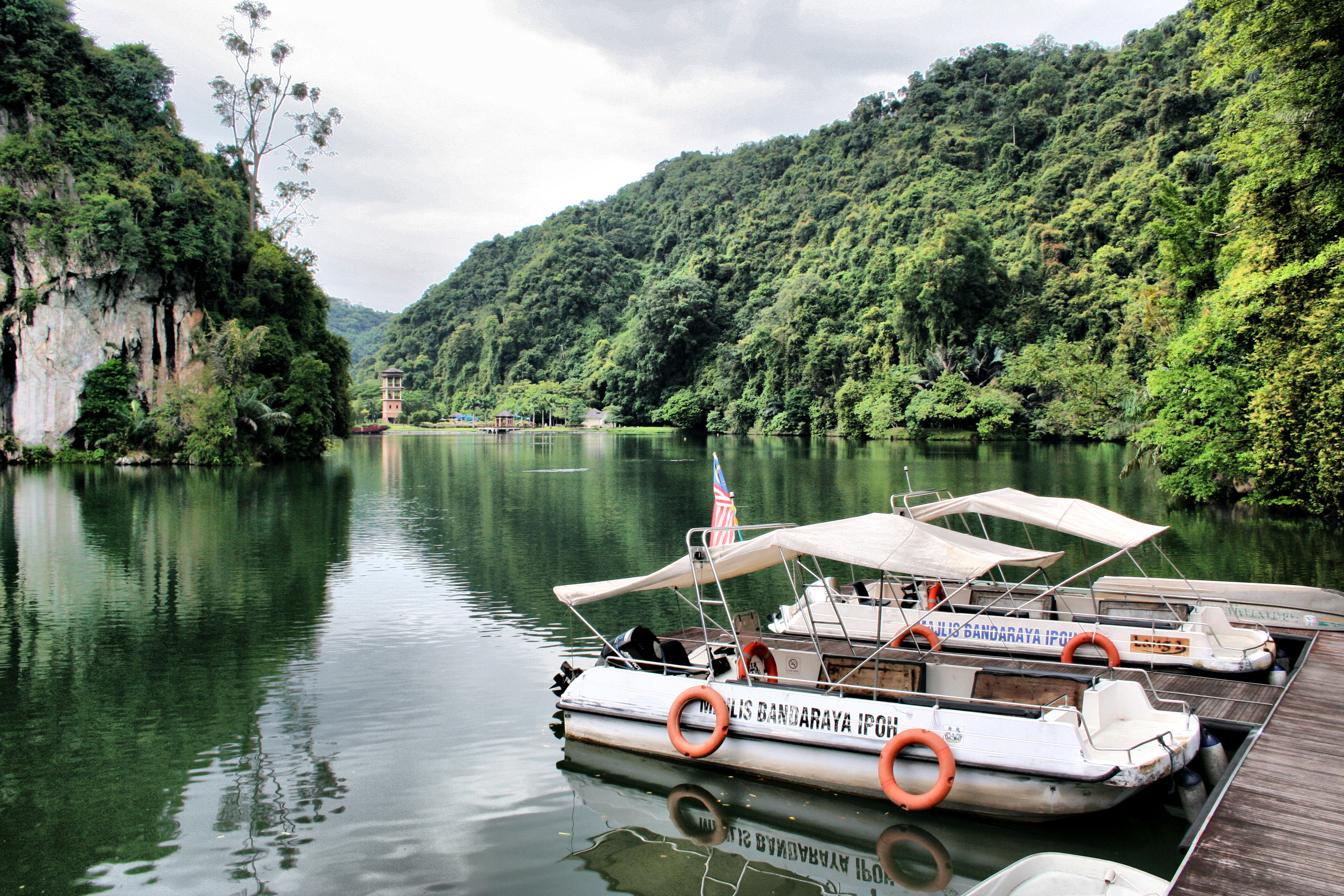
昆仑浪
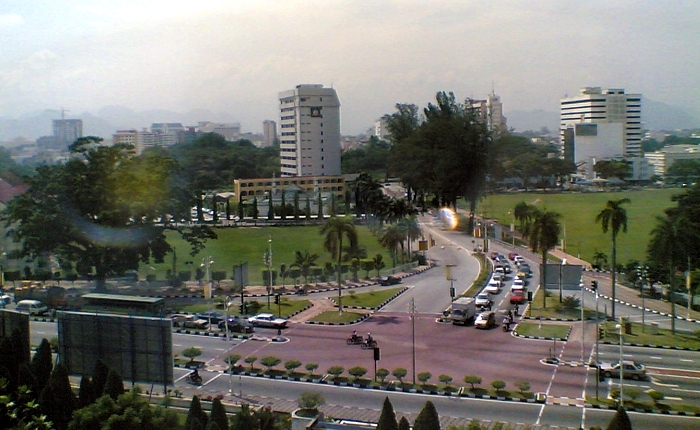
怡保天际线
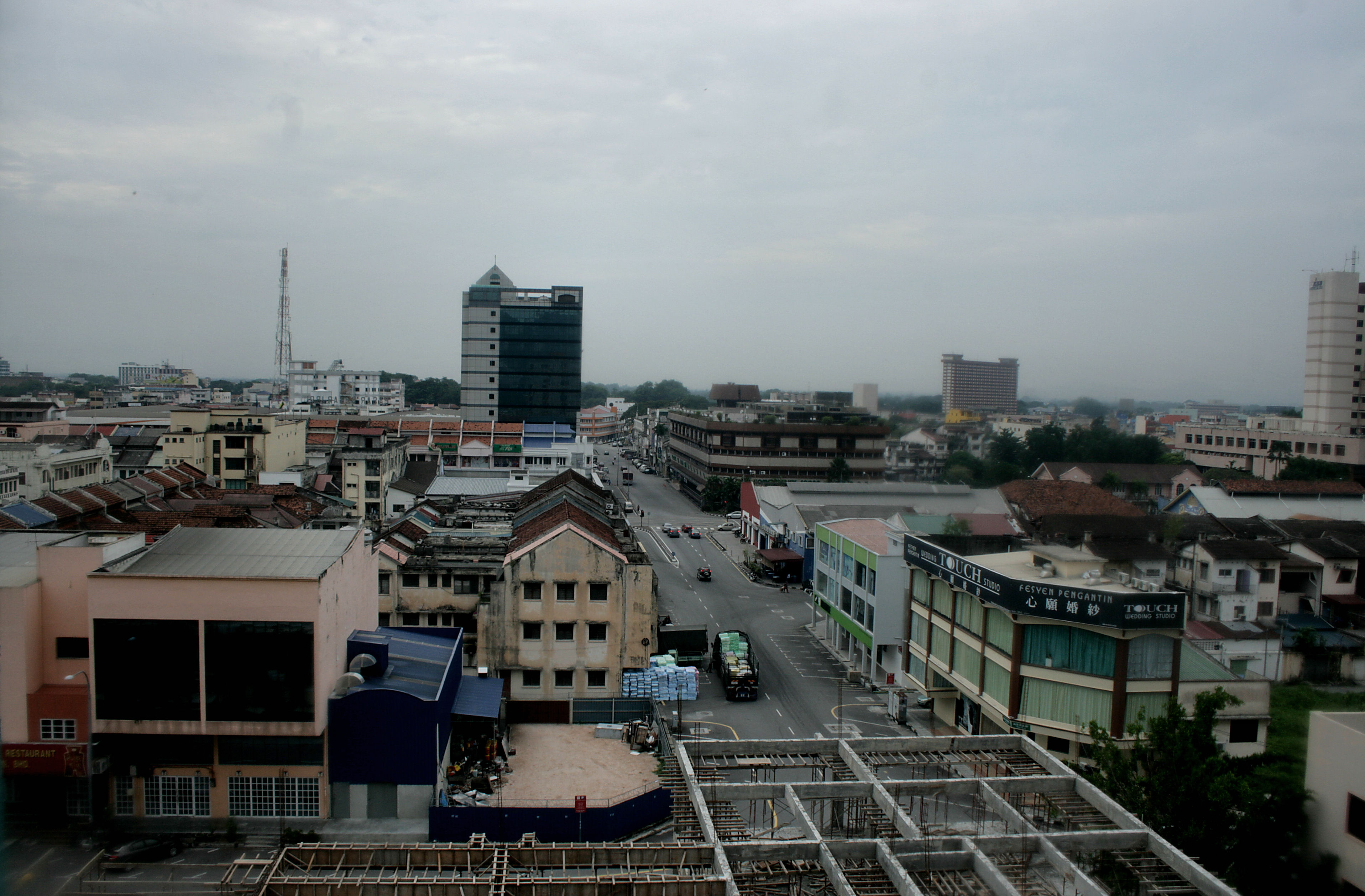
怡保市景
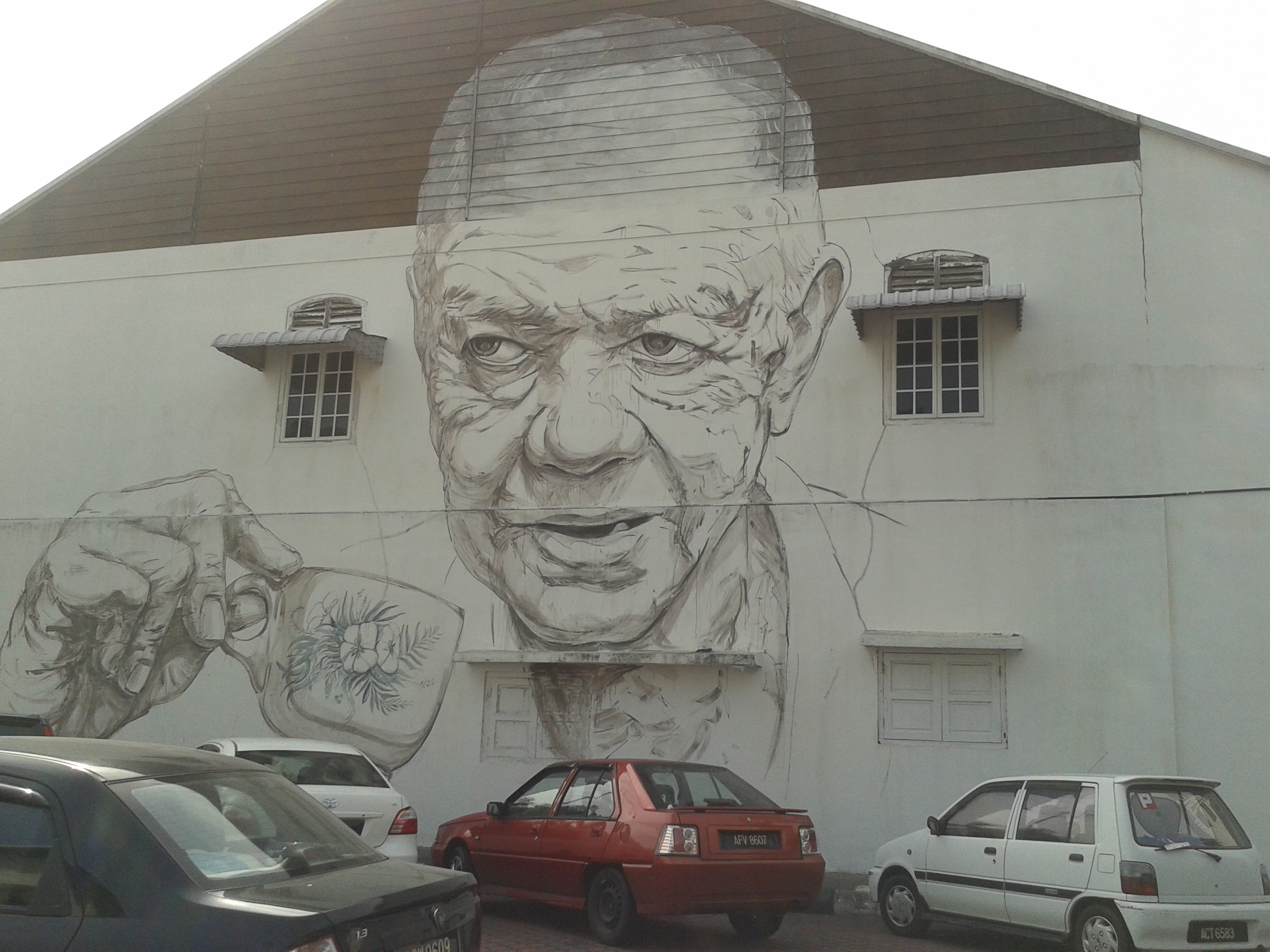
由立陶宛艺术家歐內斯特·扎哈雷維奇在怡保绘制的7幅壁画的其中之一。
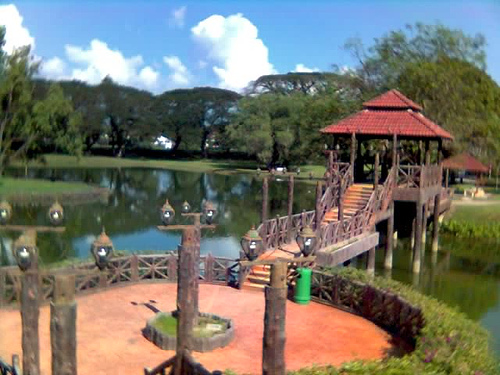
DR公园

## 人口
怡保是马来西亚最大的城市之一，根據2010年馬來西亞人口普查，怡保市政廳所轄區域的人口有657,892人，位列吉隆坡市、威省市、加影市、巴生市、檳島市、梳邦再也市之後。
以下为2010年人口普查的各族人口数量。
| 2010年怡保族群比例 | 2010年怡保族群比例 | 2010年怡保族群比例 | 2010年怡保族群比例 | 2010年怡保族群比例 |
| ------------------ | ------------------ | ------------------ | ------------------ | ------------------ |
| 族群 / 国籍        | 族群 / 国籍        |                    | 百分比             | 百分比             |
| 马来人             | 马来人             |                    | 37.98%             | 37.98%             |
| 其它土著           | 其它土著           |                    | 0.57%              | 0.57%              |
| 华人               | 华人               |                    | 44.11%             | 44.11%             |
| 印度人             | 印度人             |                    | 14.07%             | 14.07%             |
| 其他               | 其他               |                    | 0.24%              | 0.24%              |
| 非马来西亚公民     | 非马来西亚公民     |                    | 3.04%              | 3.04%              |

| 族群               | 2010   | 2010    |
| 族群               | 人口   | 百分比  |
| ------------------ | ------ | ------- |
| 马来人             | 249853 | 37.98%  |
| 其他土著           | 3739   | 0.57%   |
| 华人               | 290165 | 44.11%  |
| 印度人             | 92587  | 14.07%  |
| 其他               | 1559   | 0.24%   |
| 马来西亚公民总数   | 637903 | 96.96%  |
| 非马来西亚公民总数 | 19989  | 3.04%   |
| 总数               | 657892 | 100.00% |

### 語言
怡保当地的华裔居民以廣府裔和客家裔居多，普遍上使用粤语作为日常社交用语，一些华裔也会使用客家话来交流。

## 行政區劃

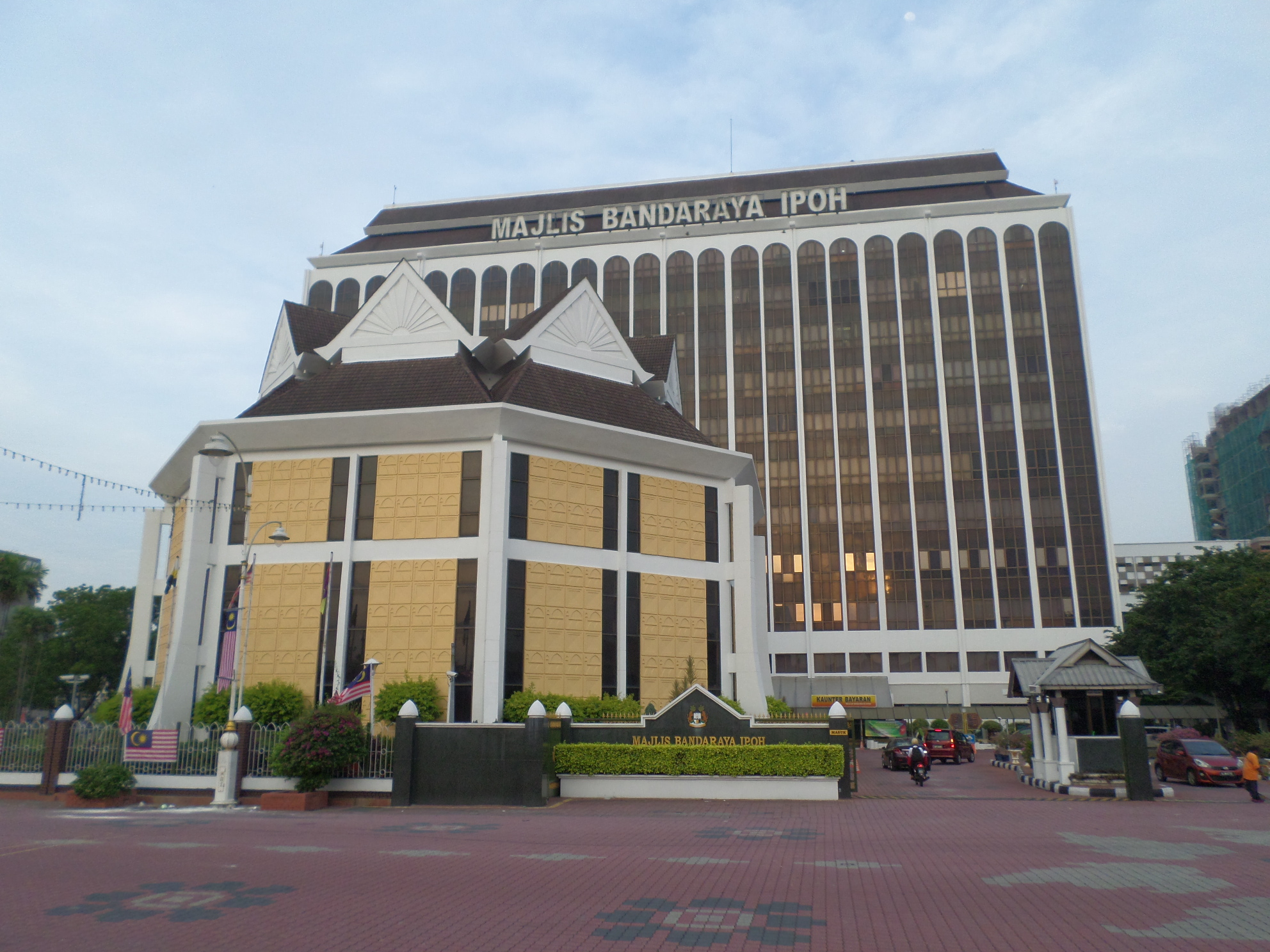
怡保市政厅总部

怡保下共有五个国会议席，分别是打扪、怡保西区、怡保东区、华都牙也和务边，这5个国会议席下可再分成24个市政厅辖区。详情分区见怡保市政厅#辖区

## 交通

### 公路
旧的州际公路（联邦公路1号）将怡保与半岛其他城镇连接起来，如向北可通往亚罗士打、太平和槟城州，向南则可前往打巴、首都吉隆坡、芙蓉及新山市。从东海岸方向前往怡保可使用联邦公路4号（途经宜力）或（途经金马仑高原）抵达。新南北大道比州际公路来的有效率及快速，因此是一个比较好地选择。但新南北大道并没有在某些城镇如金宝设立出口，因此只能从州际公路到达。南北大道在怡保区内设有三个出口，分别是最远的务边、新邦波赖、临近市中心的怡保南区（南下专用）和靠近九洞的怡保北区（北上專用）。

### 鐵路
怡保火车站由马来亚铁道公司（KTM）营运，该站坐落在旧街场。该站只能前往半岛主要城镇。该站建筑风格庄严，被当地人称为“怡保的泰姬陵”。
自2010年8月12日以来，本站作为KTM电动列车服务和KTM城际铁路之间的换乘站。往怡保北上的列车属于电动列车服务（ETS）线路，平均速度可达到145每小時（90英里每小時）；而南下铁路则因未完全复线电气化而属于KTM城际铁路，到吉隆坡约需2小时，目前已电气化。2023年9月16日起，原KTM通勤铁路北马区由硝山站延伸至怡保站，途中也停留江沙和和丰站，使怡保居民可搭通勤火车一路前往北海站。

### 巴士
城际巴士总站位于怡保北部美露拉也（又称阿曼再也）综合巴士总站。美丹杰（Medan Kidd）是市内公共交通总站，非常靠近怡保火车站。目前，该市主要的公共交通运营商是霹雳运通，其品牌为BAS.MY怡保。
| 编号  | 路线                                           |
| ----- | ---------------------------------------------- |
| A30A  | 美丹杰 - 美露拉也巴士总站                      |
| A30B  | 美丹杰 - 美露拉也巴士总站 - 珠宝               |
| A31A  | 美丹杰 - 江沙，经由邦里玛武吉干当华合路        |
| A31B  | 美丹杰 - 江沙，经由敦阿都拉萨路                |
| A31X  | 美丹杰 - 拱桥，经由邦里玛武吉干当华合路        |
| A32   | 美丹杰 - 巴占 - 丹绒红毛丹                     |
| A33A  | 美丹杰 - 丹绒红毛丹 - 珠宝                     |
| A33B  | 美丹杰 - 丹绒红毛丹                            |
| A34   | 美丹杰 - 务边 - 金宝                           |
| A35   | 美丹杰 -大和园 - 孟加兰圣淘沙                  |
| A36   | 美丹杰 - 务边 - 斯里依斯干达                   |
| A37   | 美丹杰 - 苏丹阿兹兰沙机场（怡保机场） - 翠林城 |
| A100  | 怡保市区环线                                   |
| A101A | 美丹杰 - 巴占，经由怡保花园                    |
| A101B | 美丹杰 - 巴占，经由狮尾新村                    |
| A102  | 美丹杰 - 万锐 - 文冬                           |
| A103  | 美丹杰 - 白兰园 - 安邦                         |

### 航空
苏丹阿兹兰沙国际机场是怡保唯一的机场，靠近昆仑喇叭（Gunung Rapat）。机场提供国内航班和国际航班服务。欣丰虎航（Tigerair）每天提供前往新加坡樟宜国际机场的服务，而其也即将与酷航（Scoot）整合，从2017年7月尾开始以「酷航」的名义提供服务。飛螢航空提供一天两趟从怡保至新加坡樟宜国际机场的航班，而马印航空则提供前往新山的航班。
- 怡保鸟瞰图怡保鸟瞰图

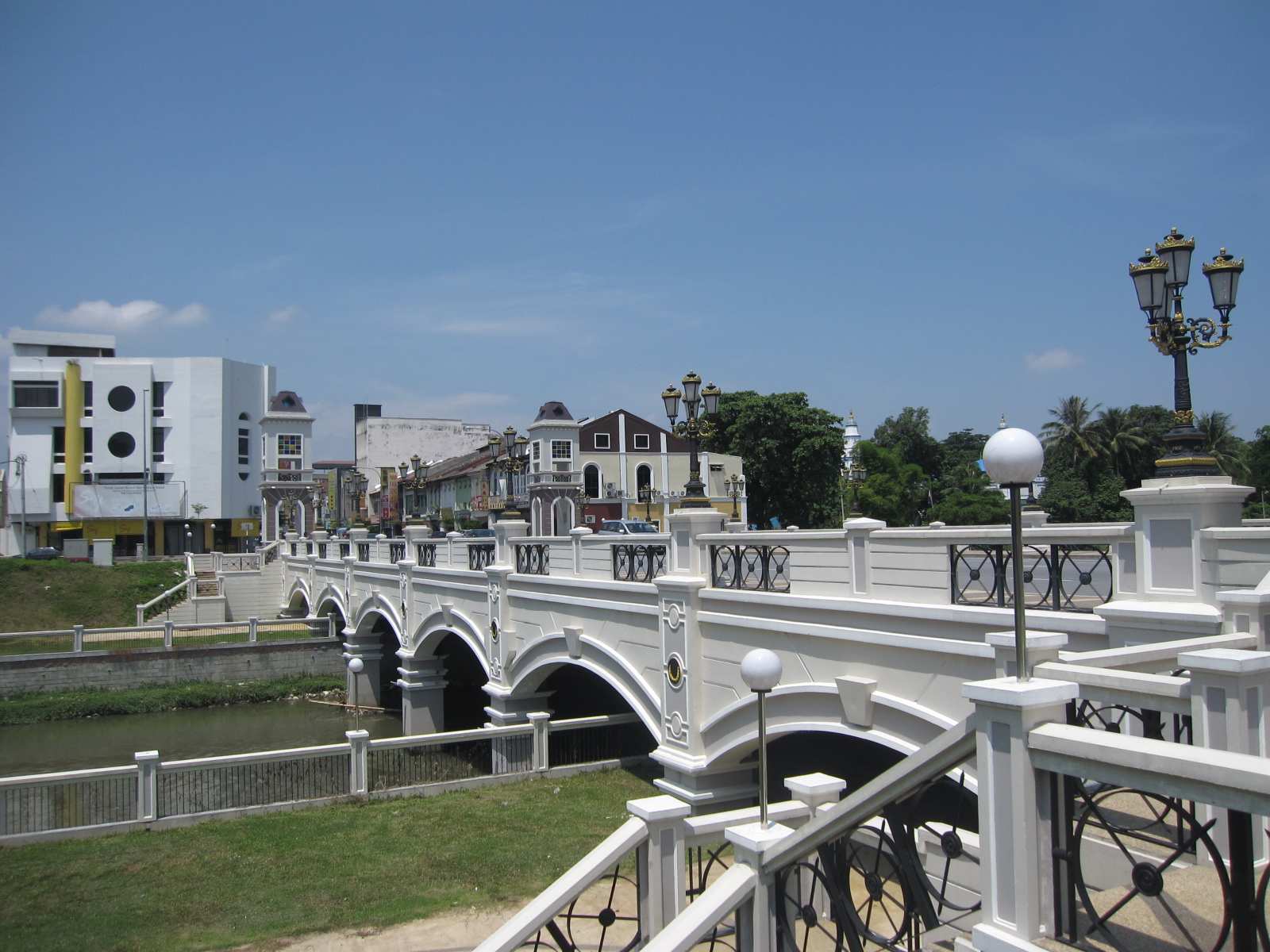
怡保桥
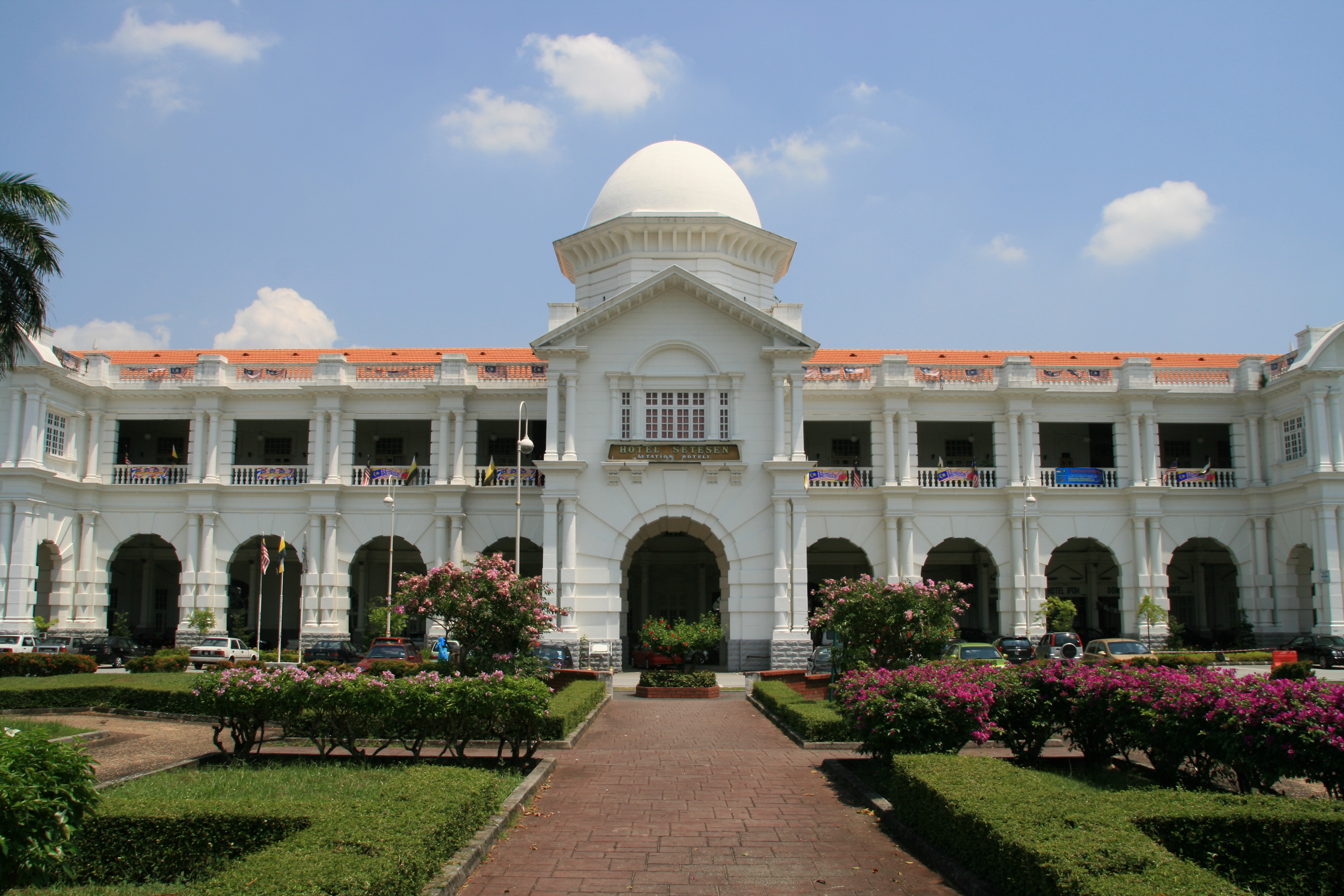
怡保火車站
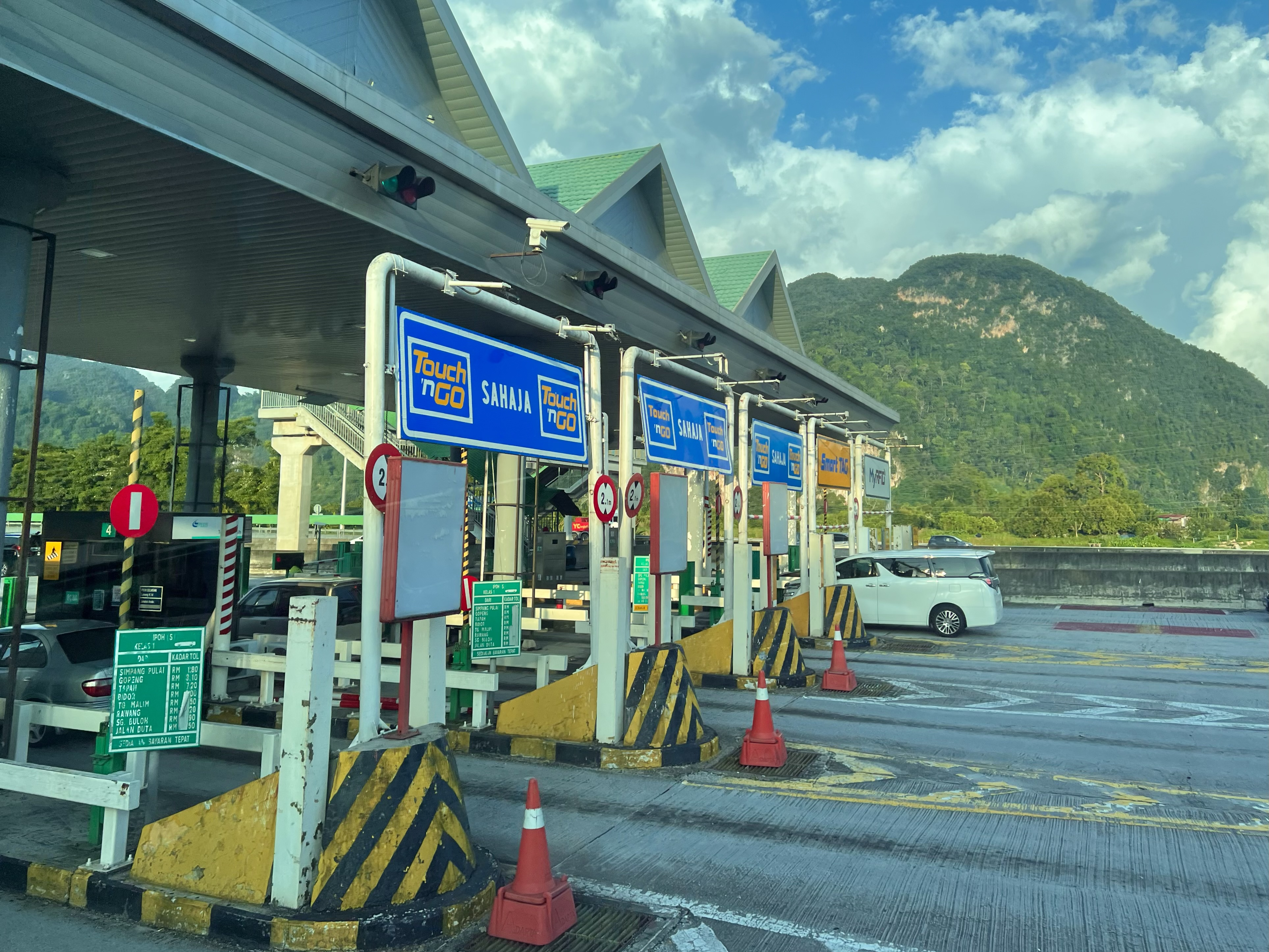
南北大道怡保收费站
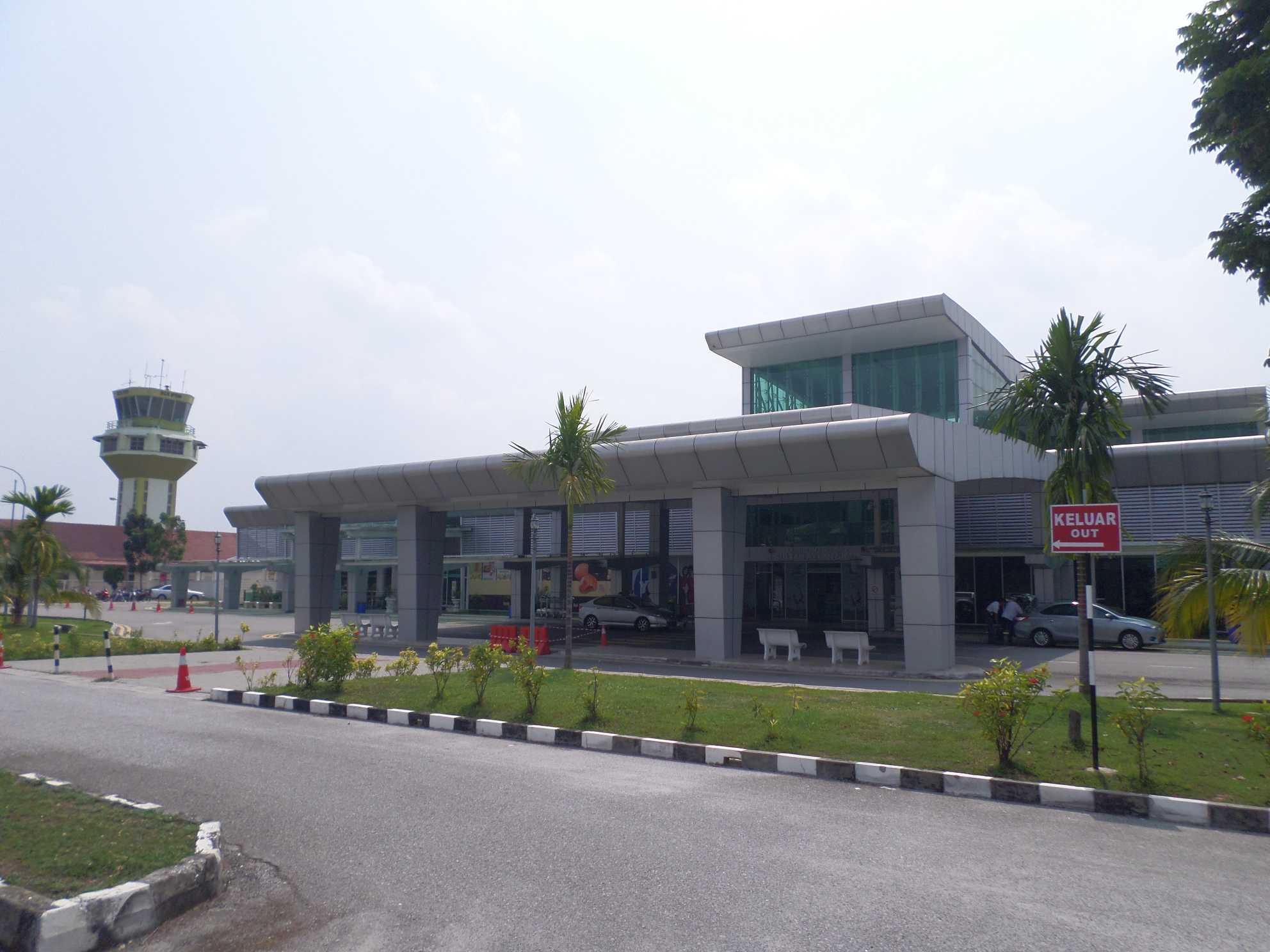
苏丹阿兹兰沙国际机场
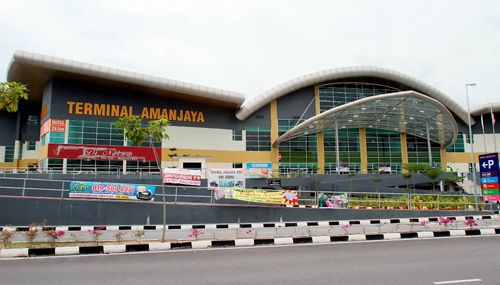
怡保美露拉也（又称阿曼再也）巴士总站
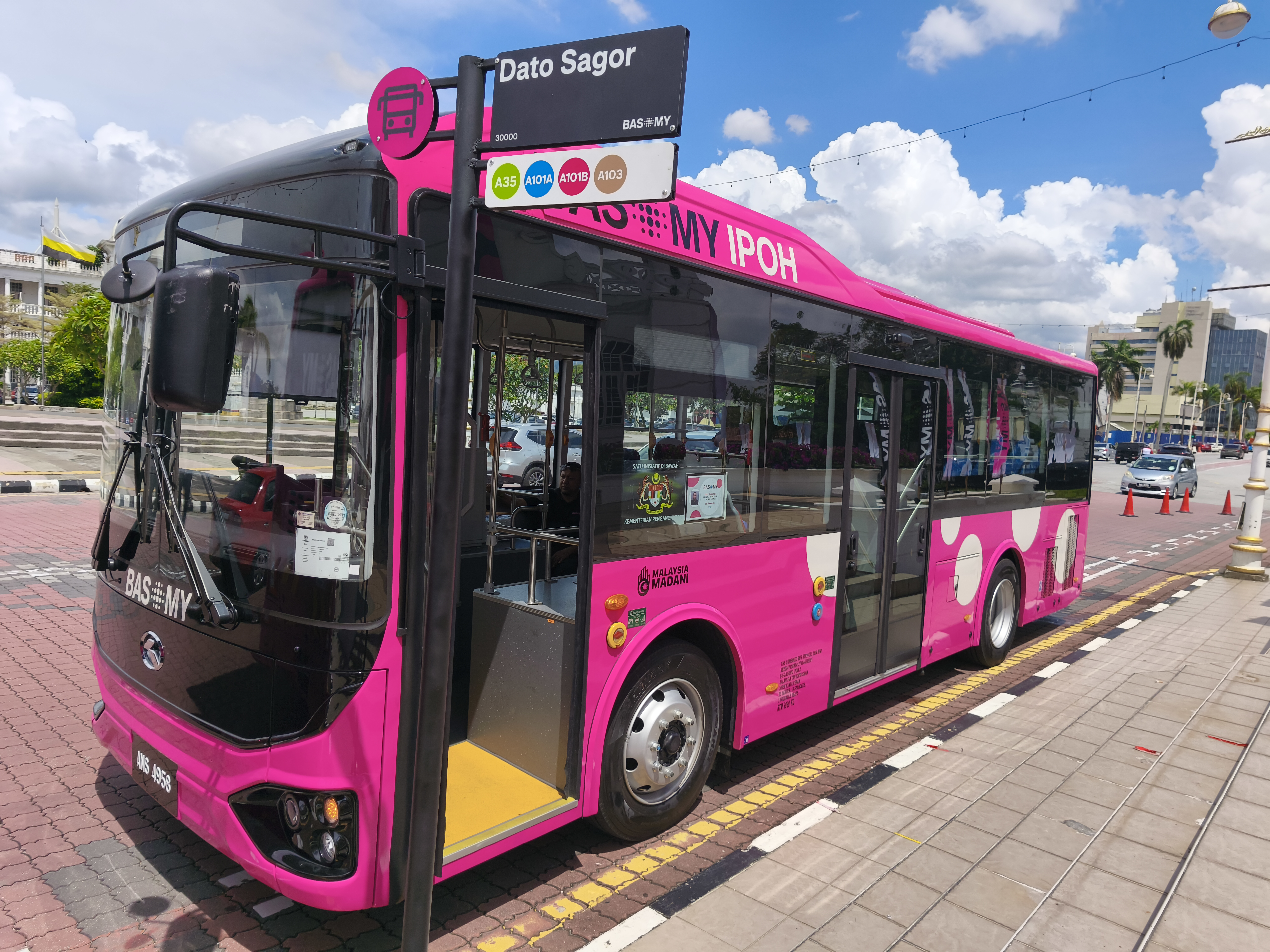
在BAS.MY怡保旗下，由霹雳运通运营的怡保巴士

## 教育

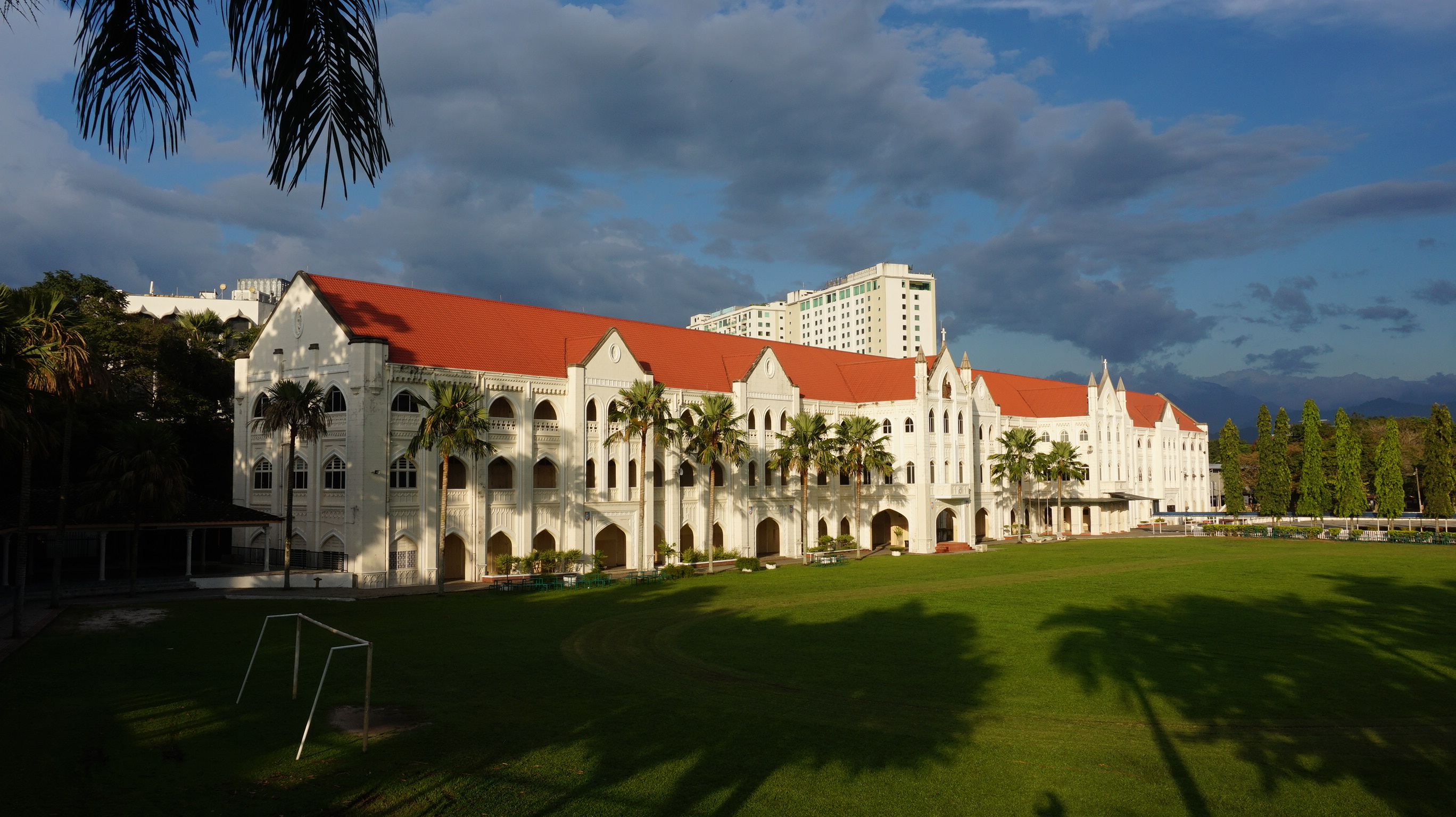
圣米高国民中学

怡保市内以华人为主，因此以市中心大多數的學校都是国民型华文小学或国民型华文中学。怡保与马来西亚其他地区的教育体制相同，市内许多学校历史悠久，而部分由天主教传教士引进怡保的学校现今都被改制为国民中学。

## 旅游

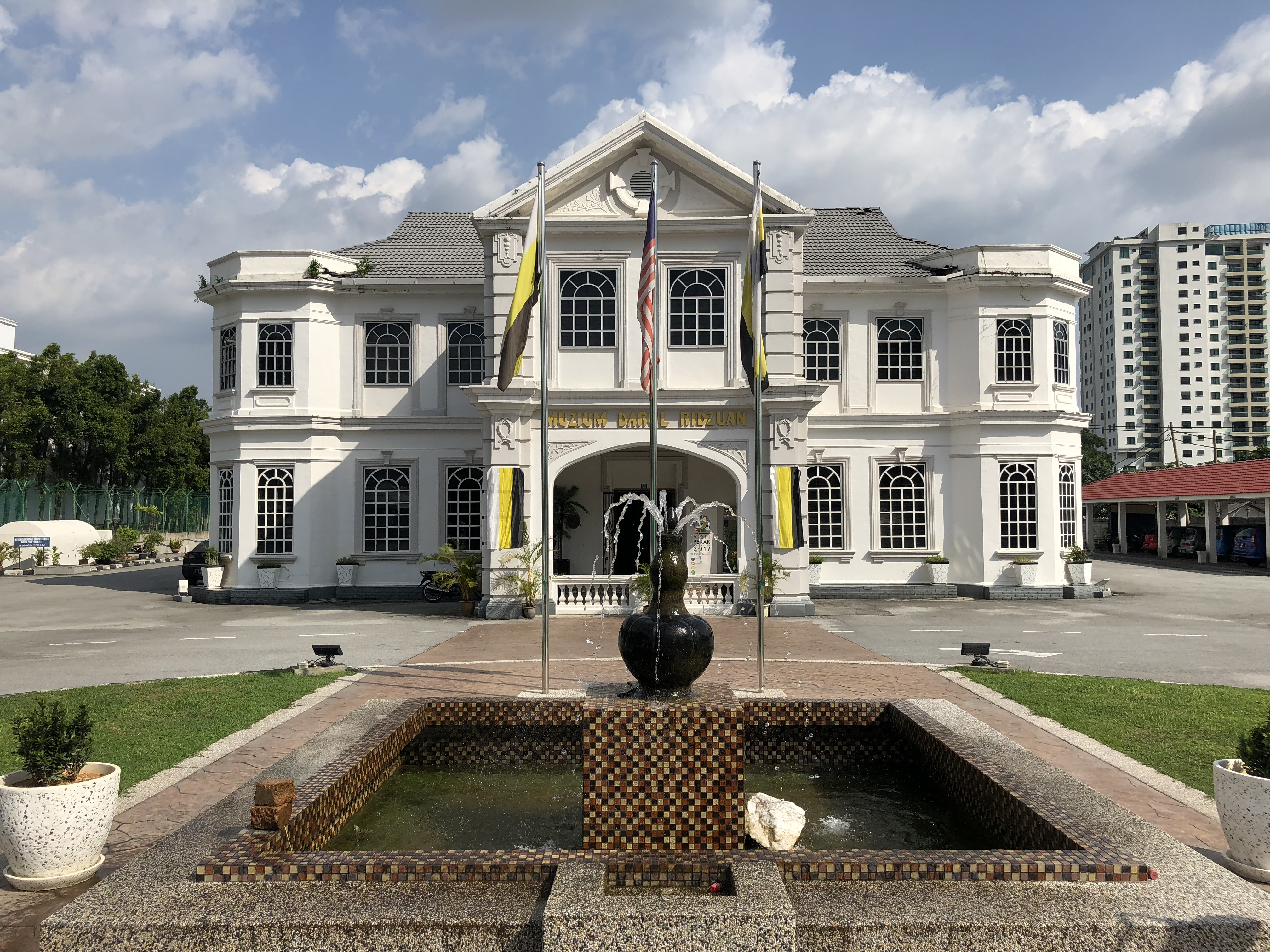
霹雳州博物馆
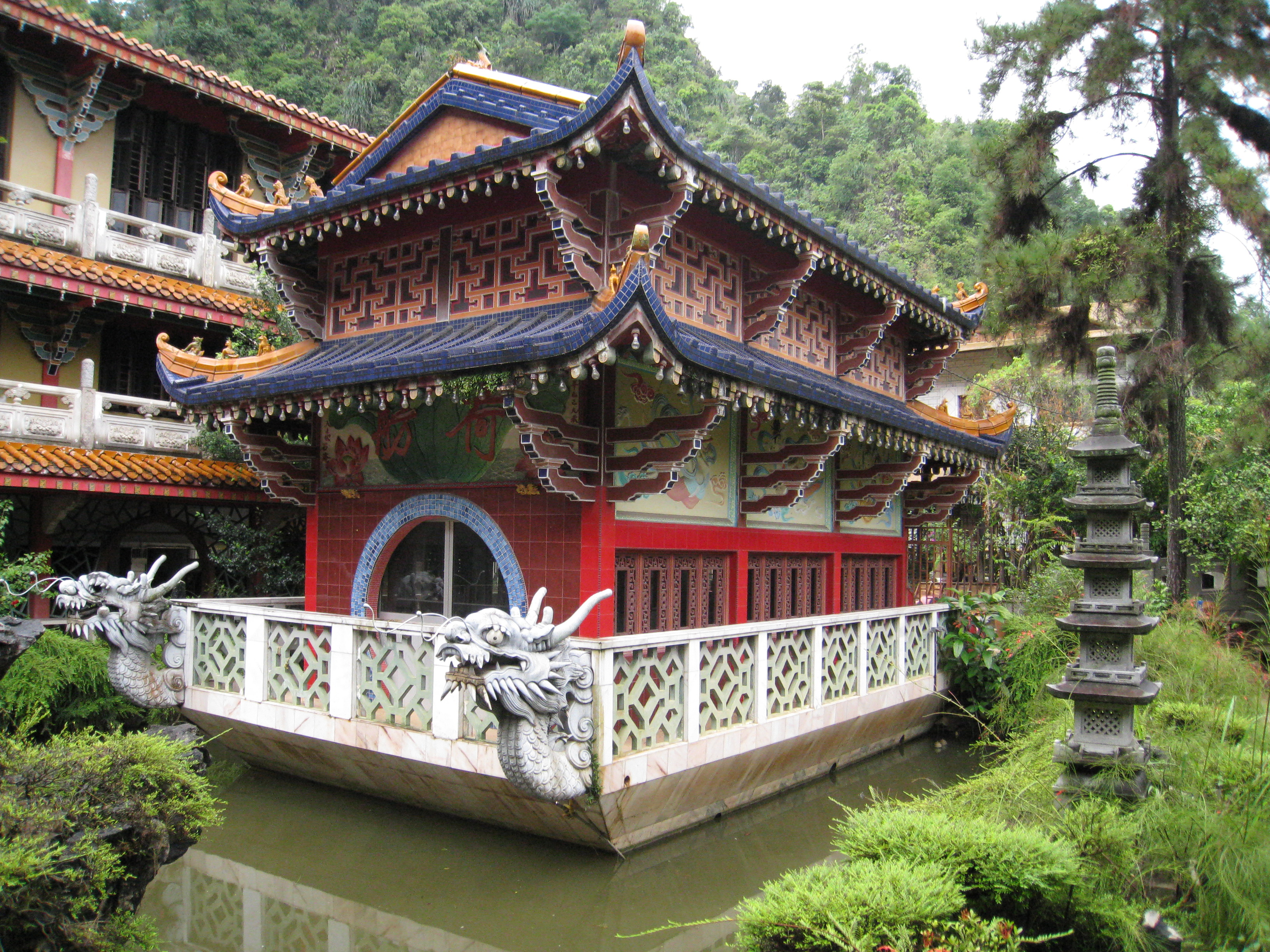
三宝洞为怡保最古老的佛教寺庙
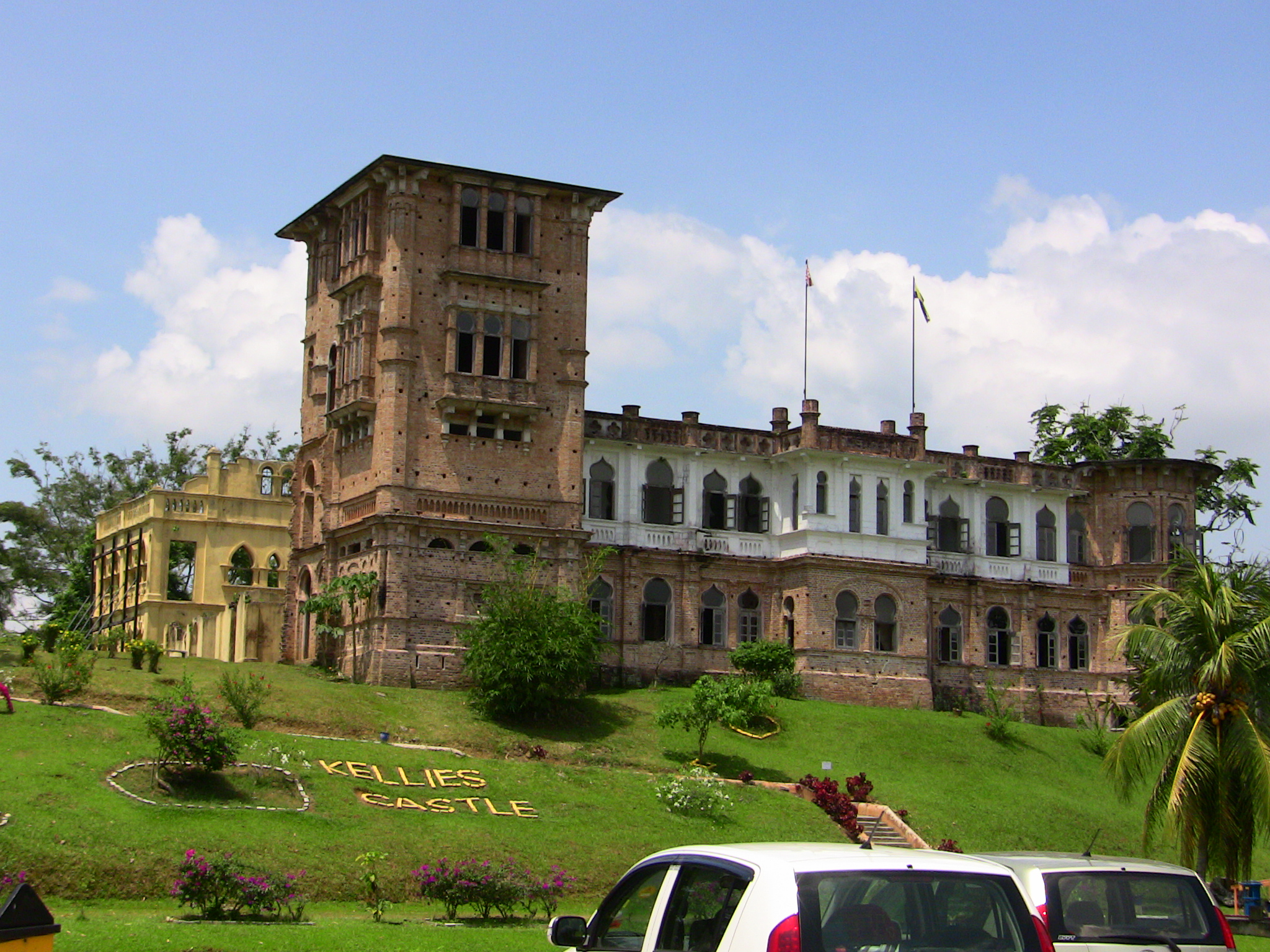
凯利古堡位于怡保郊区华都牙也
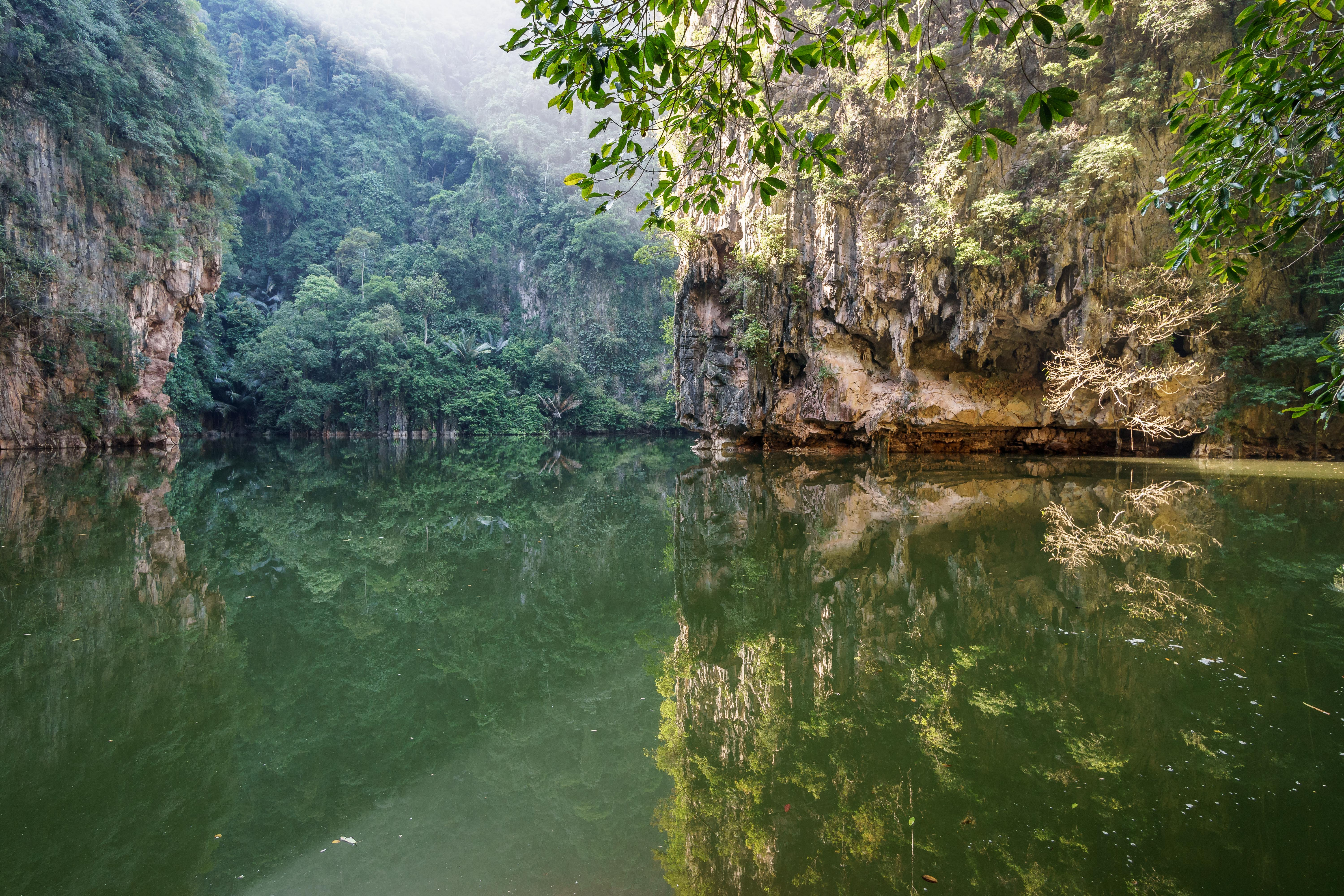
镜湖
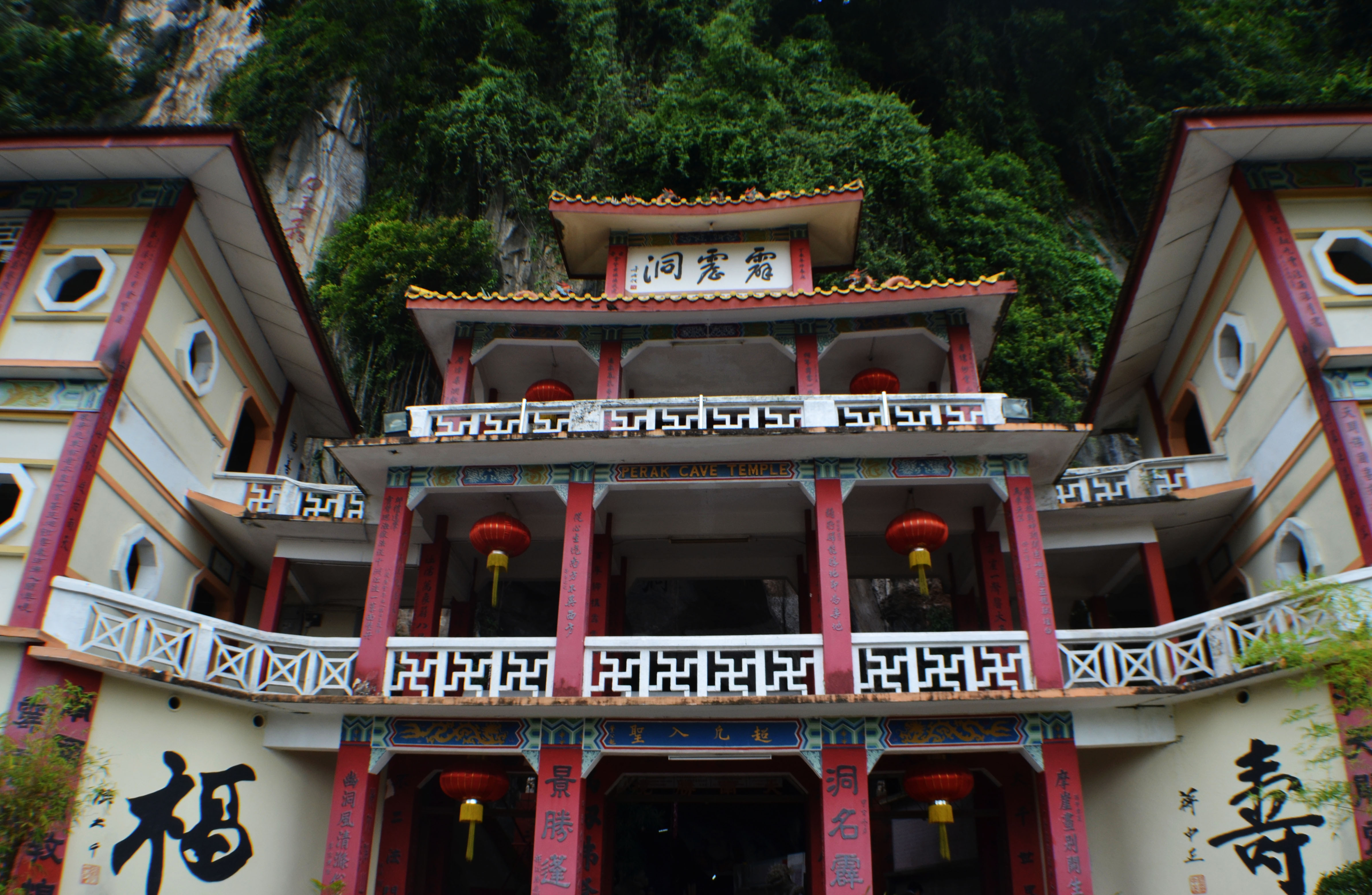
霹雳洞
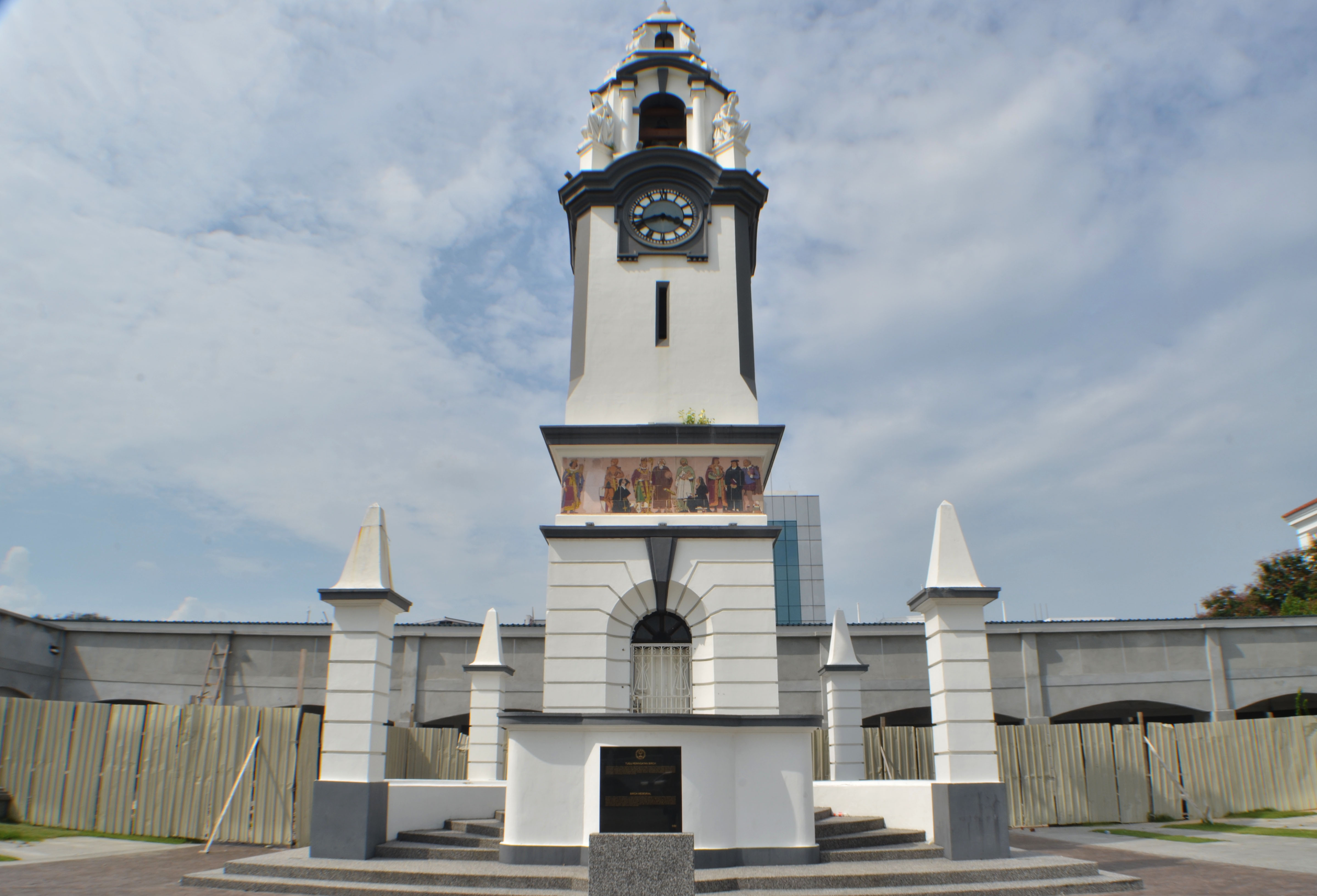
毕治纪念塔
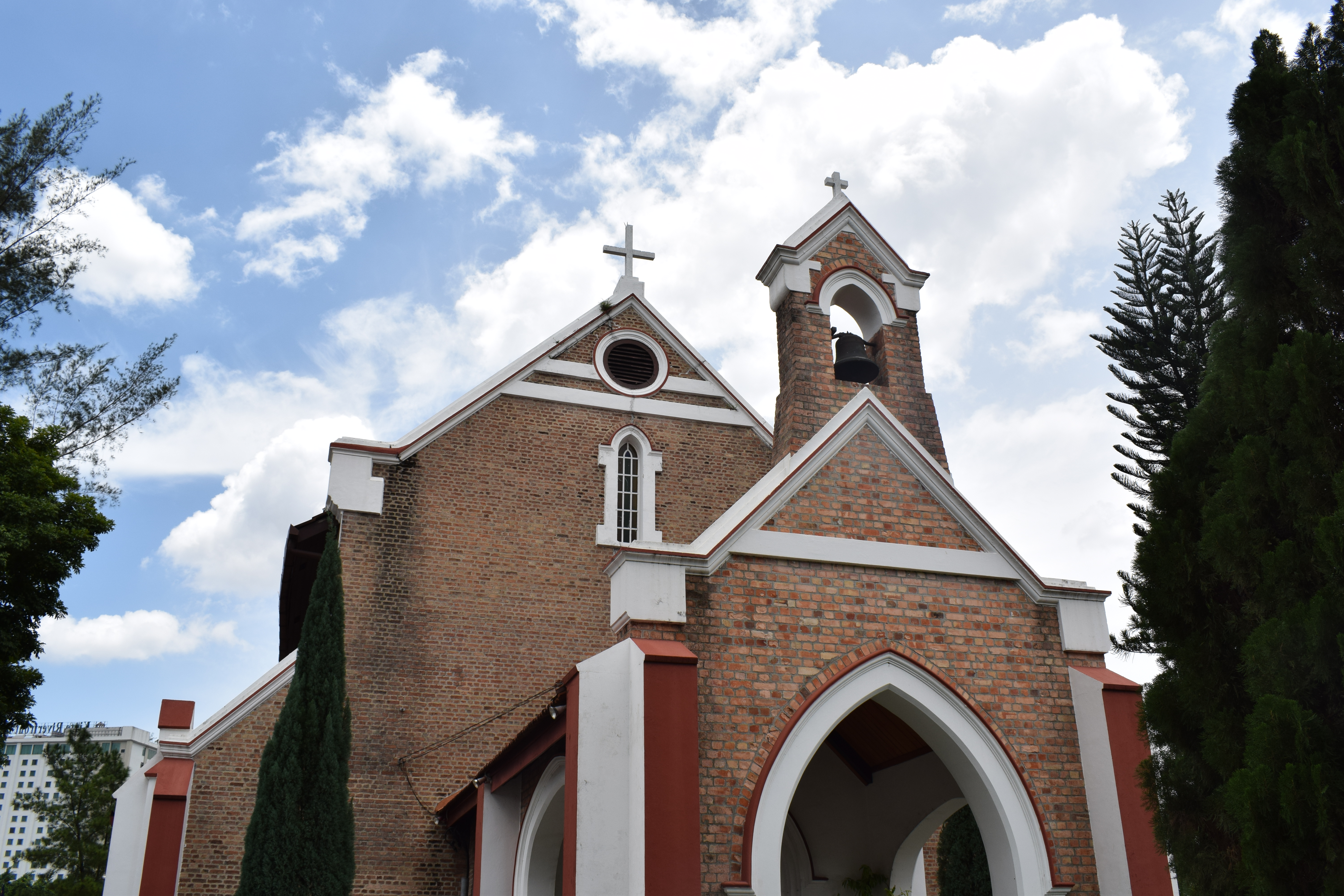
圣约翰教堂
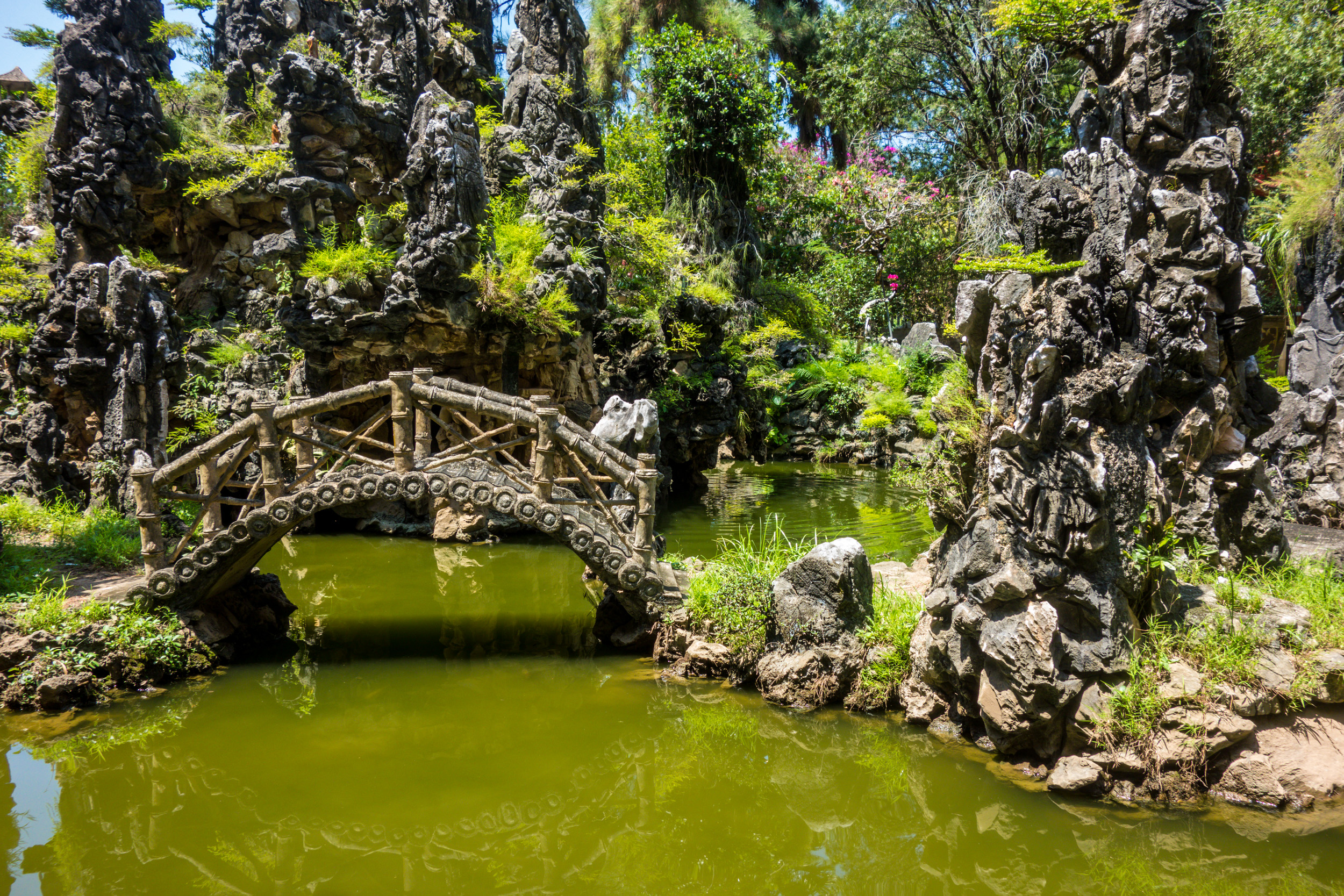
森林之桥
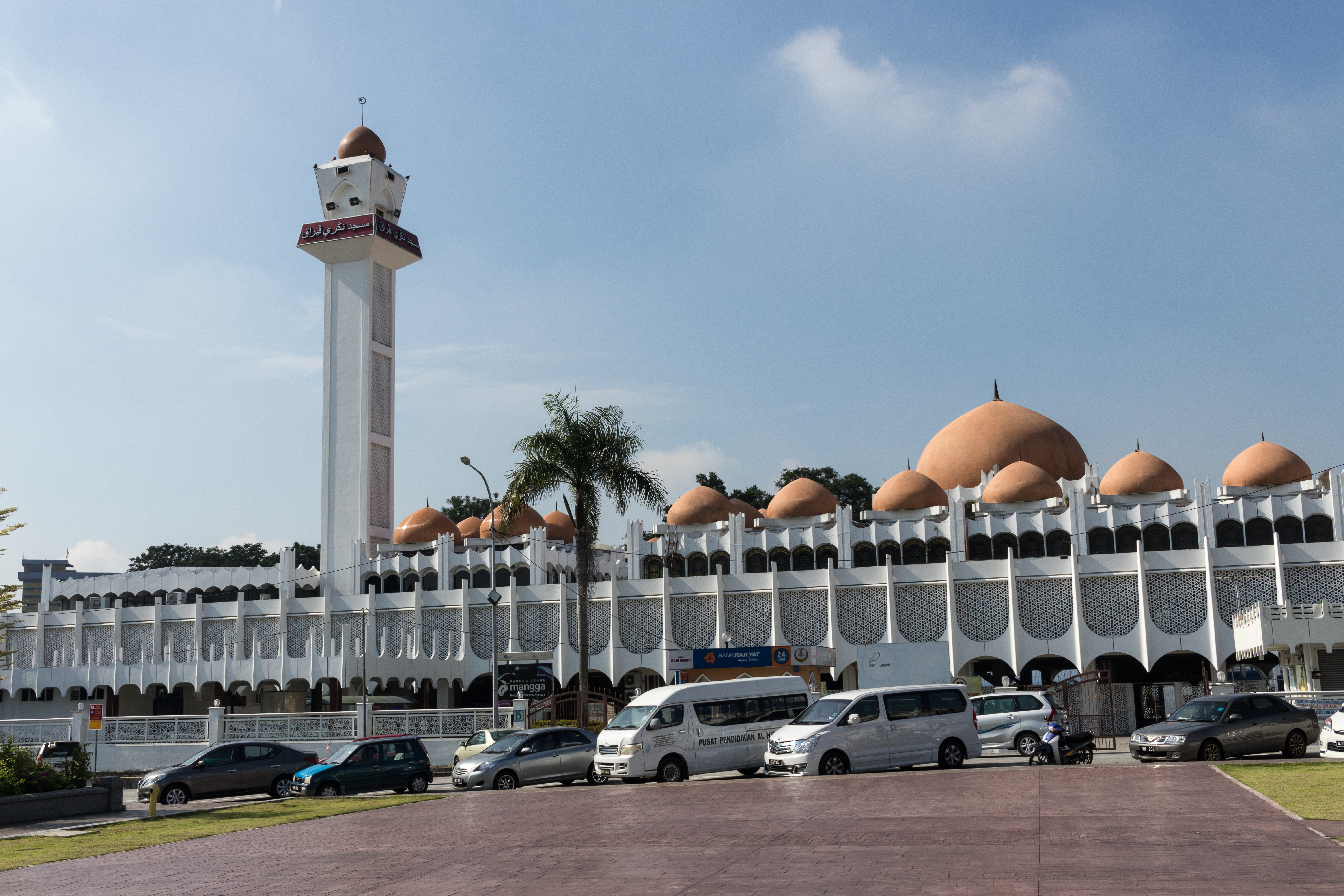
霹雳州州立清真寺
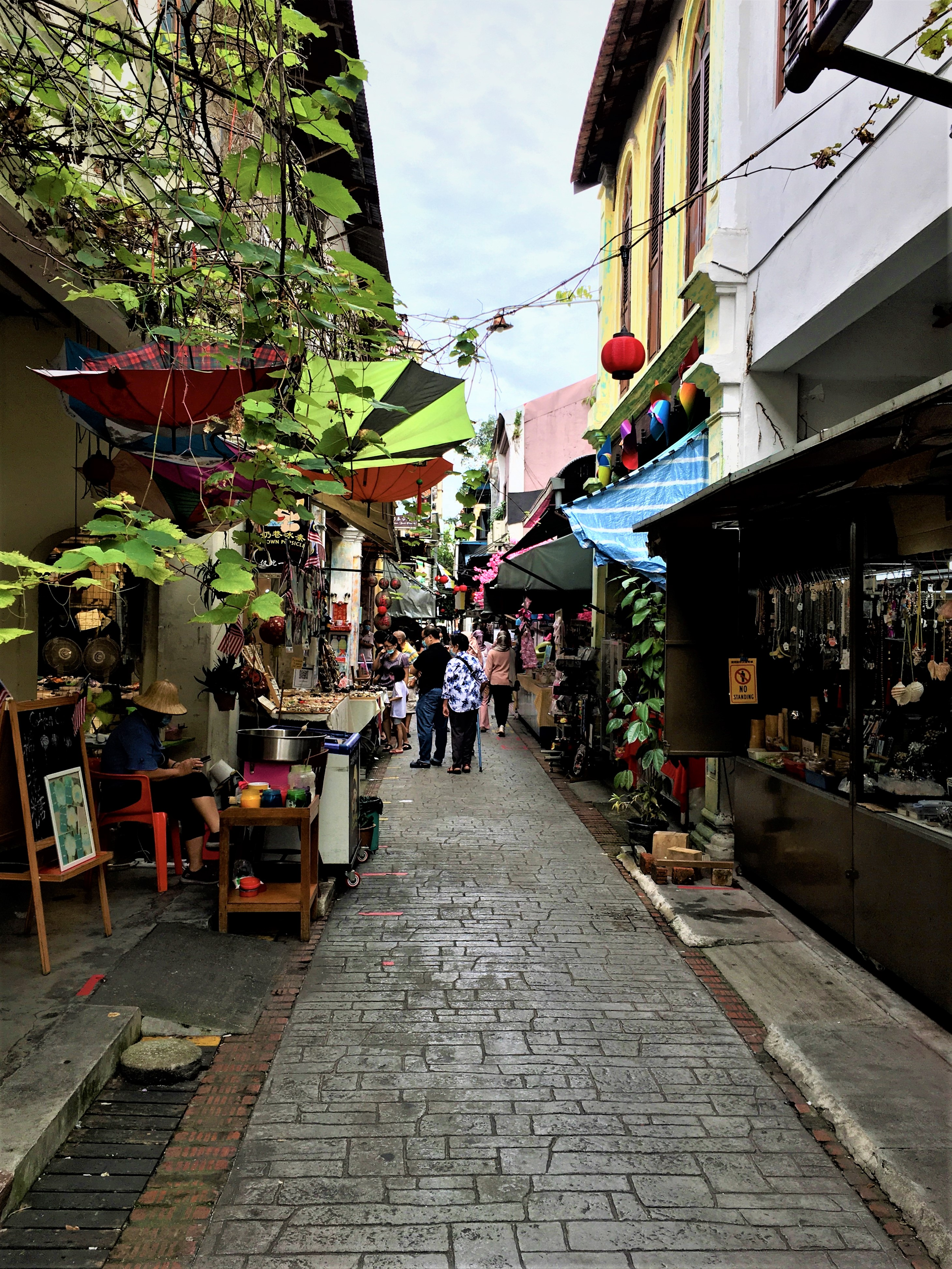
二奶巷
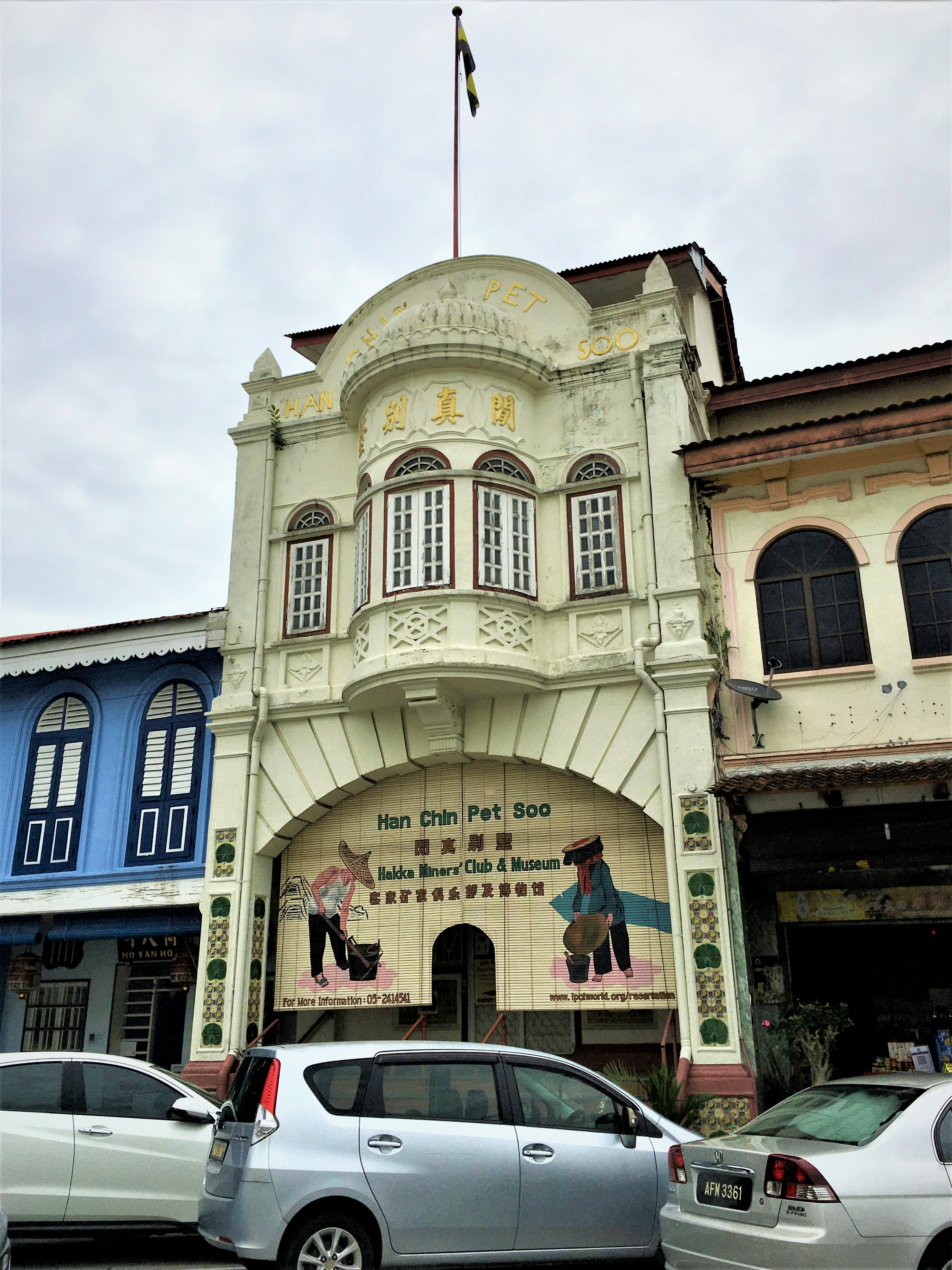
闲真别墅

怡保设有各种娱乐休闲设施，位于美露拉也的怡保新城区曾拥有一座亚洲首座动画主题公园，占地52英亩，设有多个主题区域，但已于2020年关闭。吉灵当（Greentown）地区靠近怡保市政厅，汇集了众多餐厅、饮食中心和咖啡店，是当地的娱乐热点。美丹怡保（Metro Ipoh Baru）被誉为怡保的“孟沙”，是年轻人聚集地，拥有夜店、咖啡店、饮食中心、娱乐中心和网吧等。
在购物方面，近打城购物中心曾是怡保著名的购物中心，现已转变为城市转型中心（UTC）。永旺集团在怡保南端的上环18地区开设了第二家分行——怡保上环18永旺购物中心。美丹近打购物城附近设有莲花超市，上环18也设有莲花超市（前特易购）。此外，位于“双威城”的“打捫迷失乐园”是怡保的另一著名景点，以其复兴的自然温泉而闻名，双威集团也正在此地新建新的大型商场及医院。

## 饮食

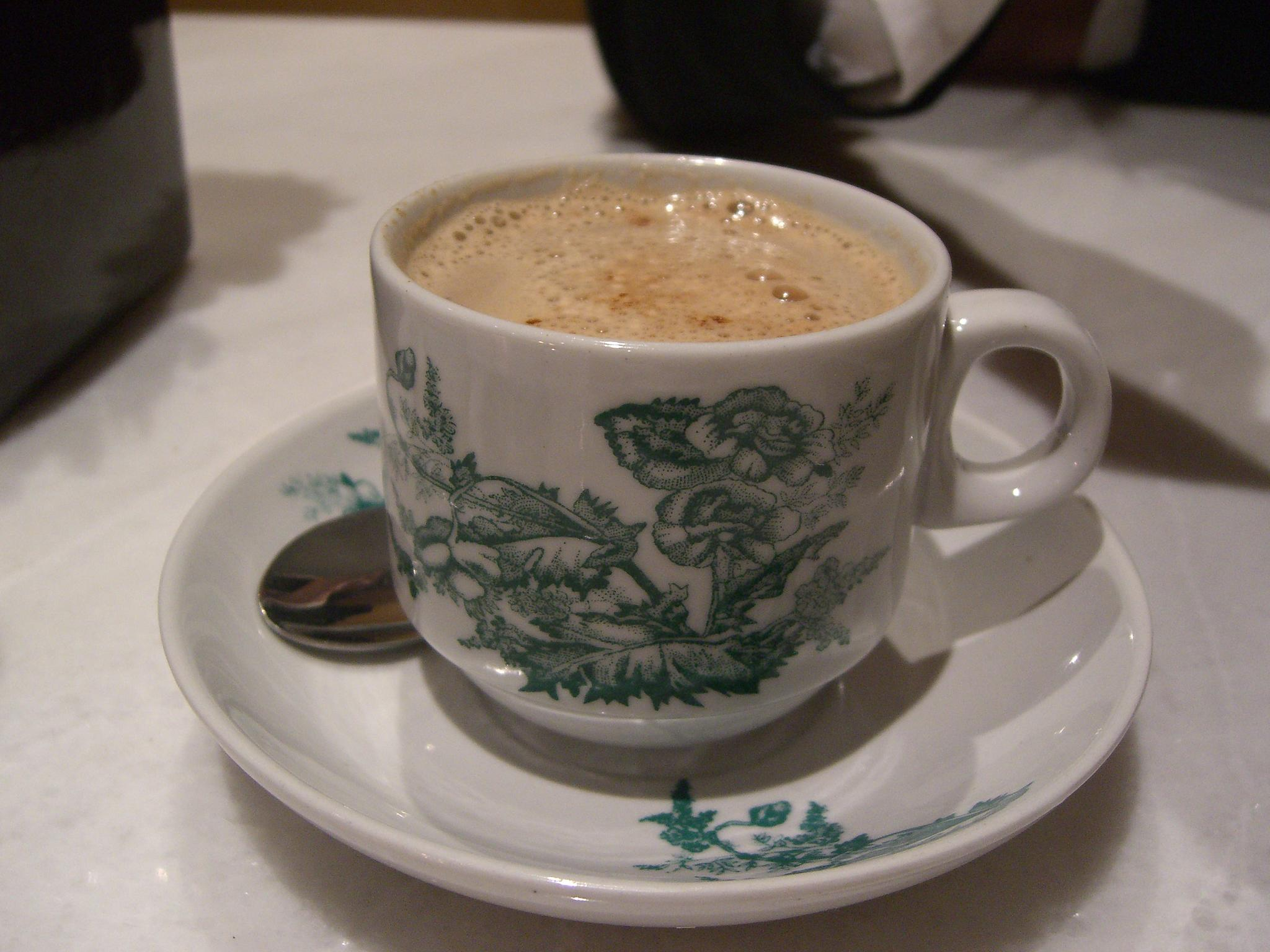
一杯旧街场白咖啡的怡保白咖啡

怡保美食以华人美食居多。怡保也被称为马来西亚的美食天堂，市内拥有许多小贩中心和餐馆。怡保著名美食有沙河粉，其以虾，肉，鱼，蔬菜和咸味酱为主料。其他菜肴还有“河嘻”，其配有鱼蛋糕或鱼丸的米粉、芽菜鸡、鸡丝河粉、客家面、香饼等食物。而“怡保白咖啡”闻名全马来西亚，其咖啡豆与棕榈油和人造黄油烘考，并在咖啡加上些许炼乳。怡保也以新鲜水果而闻名，如柚子、榴莲和番石榴等。近年来，怡保市内涌现了许多国际餐厅、酒吧和餐厅，并受到当地人和游客的青睐。

## 医疗
怡保中央医院（苏丹后拜润医院），是霹雳州一所政府医院，位于怡保花园附近附近。而怡保健康诊所也设立于中央医院不远处。除了公立医院，这里还有私立医院，如Fatimah医院、班台公主專科醫院、怡保專科醫院、近打醫藥中心、金寶路霹靂人民醫院等。

## 体育
怡保拥有一些高尔夫球场，如位于苏丹阿兹兰沙路旁的霹雳皇家高尔夫球场和美汝的九洞高尔夫球场。
其他体育场馆包括位于兵如港的马来武术俱乐部、旧街场的怡保大操场和安邦的依斯干达马球场。
苏丹阿兹兰莎杯是在怡保举行的年度国际男子曲棍球比赛。
怡保有一个设备齐全的体育中心——市政厅体育场。而市内也有一个足球场——霹雳体育场。霹雳体育场是霹雳足球协会在马来西亚超级足球联赛中的主场。

## 现象

### 神秘巨响
霹雳州怡保一带每隔数年就会突如其来地传出离奇巨响，此现象为马新媒体所关注。
例如，1965年3月1日下午2時18分，怡保市区上空传来数声类似爆炸的巨响，不过据报章探悉其实是超音速喷射机飞行时所引发的声爆现象。
1980年6月29日下午4时许，怡保赛马场的看望台突然传出一阵巨响，导致现场人群大骚动并互相挤踏，造成超过数百名马迷受伤。当时有人推测巨响可能是因为有超音速飞机掠过上空，巨响导致马迷以为有物体坠下，纷纷逃命结果造成骚动。也有称或是因为有人打架，又或是有轻微地震导致马迷担心看台的安全问题，争相逃离进而引爆骚乱。最终霹雳赛马公会认定，骚乱是由「卜基」（非法收注者）与下注者之间的斗殴所引起，当时下注者向对方投抛玻璃瓶，结果引发公众恐慌，继而导致挤踏事故发生。
2012年6月7日上午10时至11时许，怡保地区包括市中心、万里望、文冬、昆仑喇叭、安邦、新邦波赖、孟加兰等地的许多市民，听到爆炸的巨响，并感受到余震，尤其以怡保翁姑奥玛工艺学院感受最为明显，据当时报道指是因为印尼马鲁古海发生6.3级地震。
2018年10月4日上午约11时15分，霹雳州多个城市如怡保、江沙、金宝、和丰、华都牙也及太平许多市民感受到了震动，其中怡保的市民更听见一声巨响。听见巨响的怡保地区包括市区、新邦波赖、孟加兰、万里望、巴占、兵如港、文冬、九洞、狮尾、怡保花园等。然而，巨响的源头不明，有市民猜测是由炸石活动引起的，有者则担心是印尼地震的余震所致。不过，随后气象局否认巨响与地震有关，而霹雳矿物及地质局也否认了巨响是由炸石活动所引发，巨响的原因成谜。
2024年10月21日上午11时06分，怡保上空再次传来巨响，震动波及整个怡保区，造成民众恐慌和热议。据报道，听到巨响及感受到震动的地区包括怡保市区、大和园、兵如港、上环十八、巴占、狮尾、怡保花园、怡保东区、江沙路、珠宝、万里望、打扪、九洞、文冬、南北大道美诺拉隧道等等。此次巨响的源头依旧不明，霹雳州总警长证实当日并没有进行任何涉及爆炸的训练，土地及矿物局也确认当时采矿场没有进行炸石活动，气象局核查后指出，尽管当日早上11时24分印尼哈马黑拉发生了5.7级地震，但怡保并未受到任何地震影响，大马太空总署也排除天文现象如流星雨或陨石坠落所致。有国防分析员推测此次巨响与震动有可能是战斗机飞行产生的音爆现象所引发，但民航管理局和空军都否认当时怡保上空有任何军机飞过。有地质学者则认为可能是岩块坍塌或“岩爆”现象造成的巨响和震动，而怡保正好地处石灰岩山区，1973年10月18日晚上怡保昆仑朱罗也曾发生过大型石灰岩悬崖坍塌事故，当时造成超过40人遇难。

## 知名人物
影视：
- 丹斯里楊紫瓊：国际知名演员。
- 张慧仪：香港艺人。
- 朱咪咪：香港藝人，出生于怡保，為育才国民型华文中学校友。
- 张家扬：演员、电台主播。
- 戴祖儀：香港女歌手、演員及主持

歌手：
- 光良：马来西亚歌手，無印良品組合（於2000年解散，曾被委任為2007年馬來西亞亞太區旅遊大使。
- 茜拉：唱中文歌的马来族歌手，曾参加我是歌手第二季。
- 沈展寧：Fuying & Sam成员。
- 巫啟賢：知名華語歌手。

体坛：
- 古健杰：羽毛球运动员，曾参加2008年奥运会。
- 锺腾福
- 李万华
- 谢勋寁：羽毛球運動員，现国羽队教练。
- 黄佩蒂
- 黄妙珠：李宗伟夫人。
- 梁敏仪：跳水运动员。

企业：
- 李莱生

政治：
- 楊永強：香港前衛生福利及食物局局長，生長於怡保，他曾負責處理香港2003年非典型肺炎疫情。
- 阿末胡斯尼：马来西亚前第二财政部长。
- 林敬益：前马来西亚民政党主席。
- 李霖泰（英语：Lee Lam Thye）

其他：
- 梁辉
- 鍾怡雯：馬華旅臺散文家、元智大學中國語文學系教授。
- 黎紫書：著名的馬華作家。
- 孔伟安：著名化学工程师，首位马来西亚工程师获得伦敦市自由民身份。

## 電影取景
怡保美丽的风景吸引许多电影制作人在此取景：
- 1992: 《印度支那》
- 1999: 《安娜与国王》
- 2004: 《单眼皮》（Sepet）
- 2005: 《Gubra》
- 2006: 《父子》（郭富城主演）。該片里家的部分是在怡保的住宅区取景。
- 2006: 《Goodbye Boys》
- 2006: 《色戒》，奥斯卡最佳导演－李安的作品，在此取景。
- 2007：《近打1881》
- 2015：《骇客交锋》
- 2016：《麻雀王》
- 《國王與我》（周润发和Jodie Foster主演）。那皇宫的场景是在怡保的高尔夫球场拍摄的。
- 一些寶萊塢（印度电影工业）電影是在怡保拍攝。

## 图片集

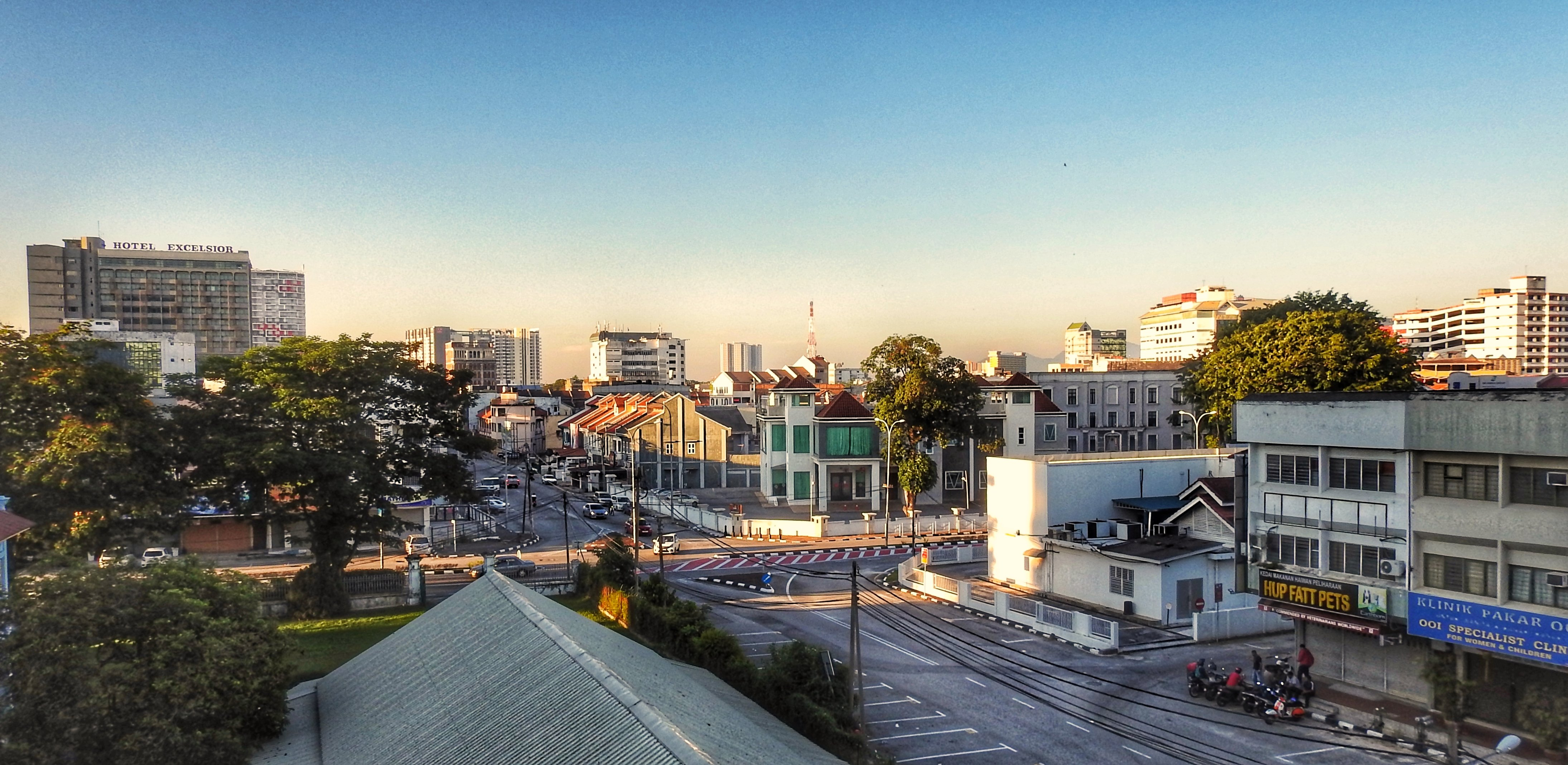
怡保天际线
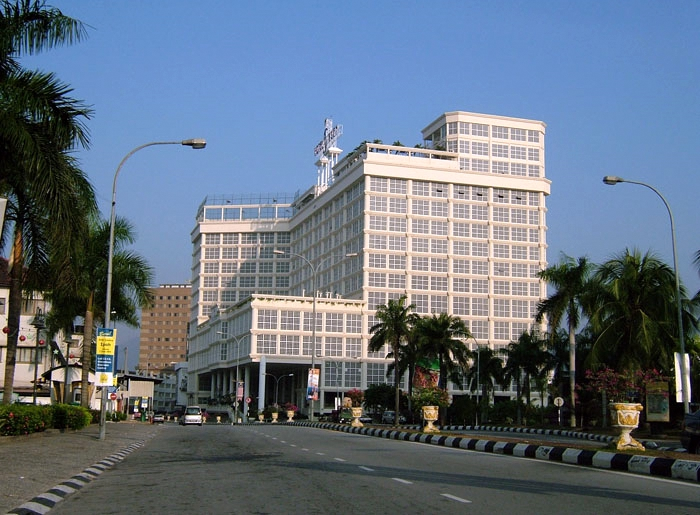
新街场的吉灵当走廊（Greentown Walk）
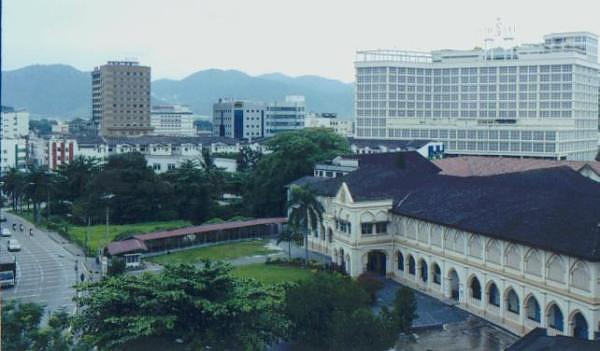
从怡保百利广场鸟瞰修道院周围
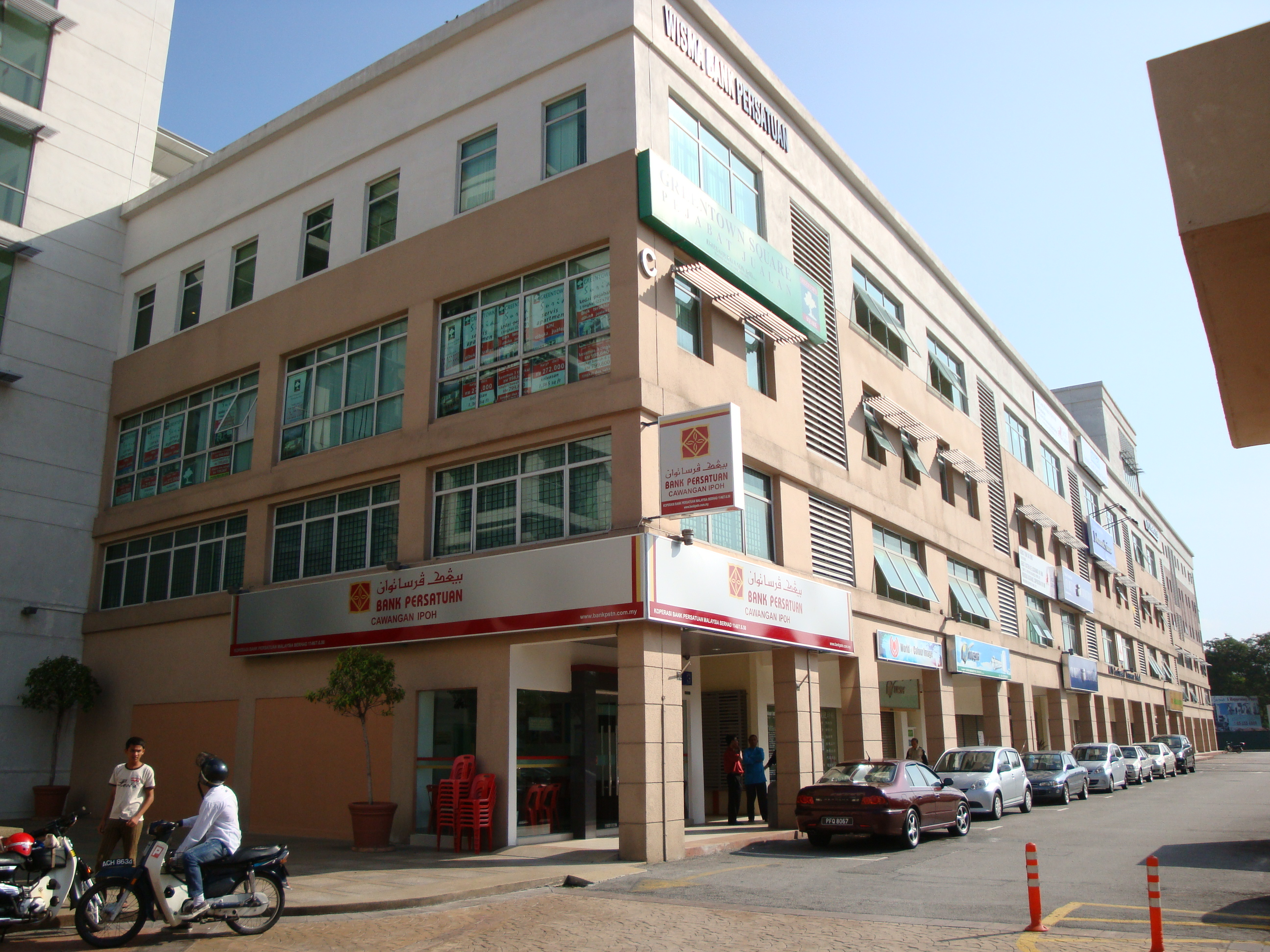
怡保现代化的商业中心
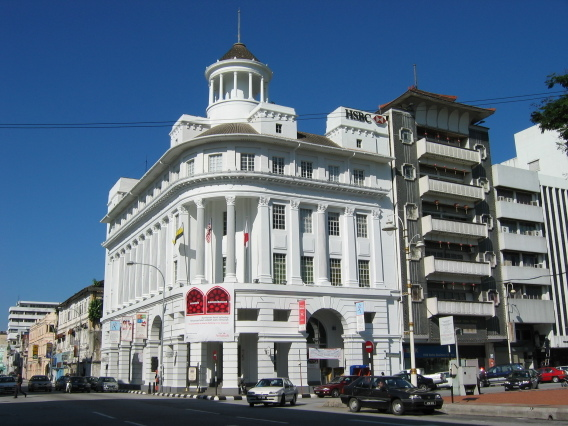
汇丰银行怡保分行，也是市内最古老的银行
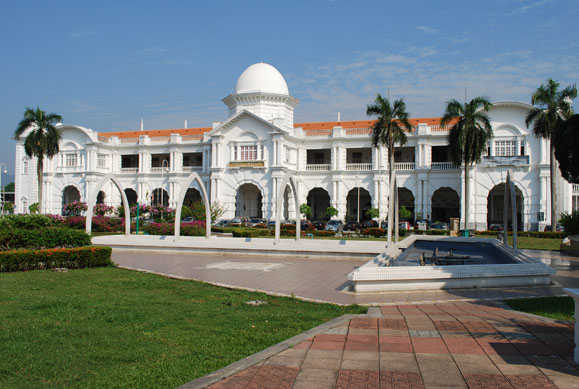
怡保火车站

## 国际关系

### 姐妹城市
怡保目前有两个姐妹城市：
- 中华人民共和国南宁市[67]
- 日本福岡市，缔结日期：1989年3月21日[68]